# 中央区 (新潟市)
中央区（ちゅうおうく）は、新潟市を構成する行政区の1つ。新潟市の中で、最も面積が狭く、人口は最も多い行政区である。
新潟市の都心軸として位置付けられている「にいがた2km」（新潟駅周辺〜万代シテイ〜古町）を擁するほか、市役所や県庁の所在地となっている。

## 概要
区役所は西堀通の超高層ビルNEXT21の2階 - 5階に置かれている。
区内には市役所や県庁のほか、新潟美咲合同庁舎をはじめとした国の出先機関など官公庁も数多く所在する。
新潟県内のテレビ局、ラジオ局（県域）計7社局はいずれも中央区に所在している。
古町を中心とした信濃川左岸側は江戸時代からの港町の町割りや芸能文化が残る市街地となっている（詳細は古町 (新潟市)を参照）。

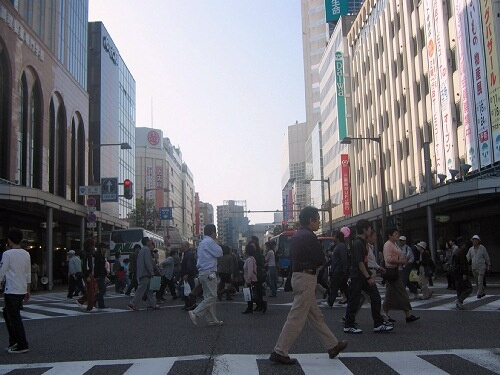
古町
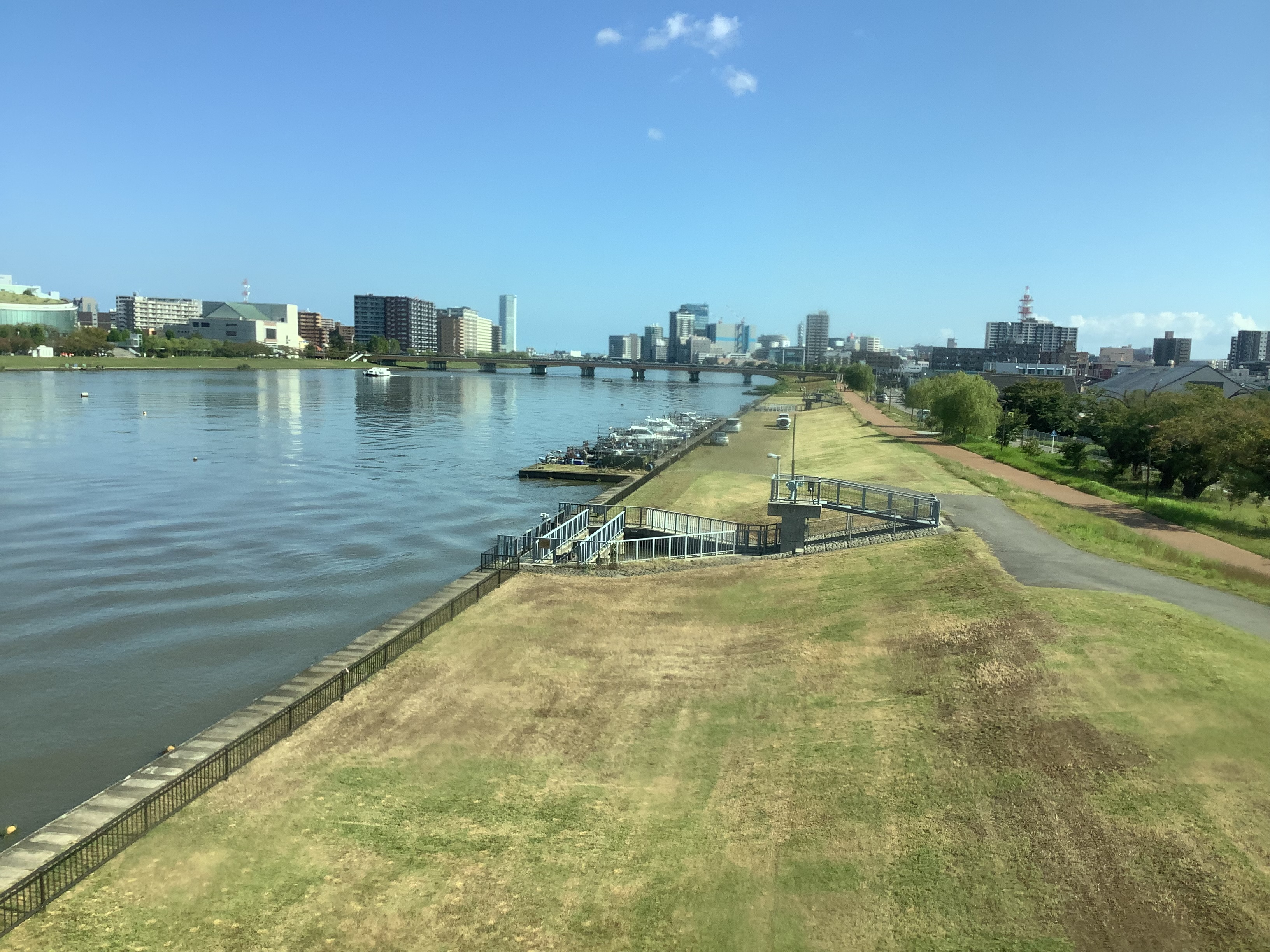
都心部の風景(2024年)

イメージカラー
信濃川や日本海、萬代橋など、豊かな水辺を意味する「ウォーターフロントブルー」。市が2007年3月に策定した「新・新潟市総合計画」で示された区の将来像は『都心が賑わい、人々が集い交流する水辺のまち』。

## 地理
- 日本海に面し関屋分水路と信濃川に囲まれた地域は「新潟島」と呼ばれる。
新潟島には古くからの都心である古町・本町があり、対岸の比較的新しく発展した万代・八千代地区および駅前地区と国道で結ばれている（萬代橋）。
- 古くから商業都市として栄えた西堀・東堀地域の路面は長屋が並ぶ横丁のような構成になっているのに対し、新潟駅より南側の地域は新しく整備された街並みが多く、碁盤の目状になっている。

### 位置
北は日本海に面し、東は信濃川と栗ノ木川を境に東区、南は日本海東北自動車道を境に江南区、西は信濃川とその支流の関屋分水路を境に西区と接する。また新栗ノ木川の東側のうち本馬越と紫竹1丁目も中央区となる。
ほぼ全域が平成の大合併前の旧新潟市域であるが、旧亀田町のうち鵜ノ子および亀田早通の日本海東北自動車道以北の地域も区域となる。

### 地形

#### 山地
主な山
海岸沿いは比較的標高が高いが、それ以外は平坦である。標高が高い地域の地名には、しばしば「山」が見られる（例︰紫竹山）。

#### 河川
主な川
- 信濃川
- 栗ノ木川
- 関屋分水路

信濃川は関屋分水路との分岐点より区を横断し日本海に注ぐ。区内の信濃川は岸が埋め立て整備されており、信濃川ウォーターシャトルの発着場のほか、ウォーキングロードややすらぎ堤として利用されている。

#### 海岸
- 新潟海岸

### 地域
区域は新潟島を中心とする「中央地区」、沼垂・万代を中心とする「東地区」、鳥屋野・山潟を中心とする「南地区」の3地区に分かれておりこれらが一体となった形で区域のほぼ全域に市街地が形成されている。
1889年の市制施行時、新潟市の市域は新潟島の中流域から下流域にかけての地域のみで構成され、中心市街地は古町や本町を中心とした地域であったが、人口増加によって下流域へ向けて市街地が次第に拡大した。さらに萬代橋の架橋や沼垂町の編入合併などを経て新潟駅側や関屋へと広がり、戦時中に鳥屋野村を合併、戦後からは当時「駅裏」と呼ばれた沼垂南部や鳥屋野東部へ、そして1970年代からは万代の開発が急激に進み、鳥屋野西部や山潟へも拡大し、新潟駅に南口が開設され「駅裏」から「駅南」と呼ばれるようになった1980年代前半以降、近郊部の市街地化が一層急速に進捗した。こうした経緯から現在の市街地構成は、分散的なものとなっている。

#### 中央地区

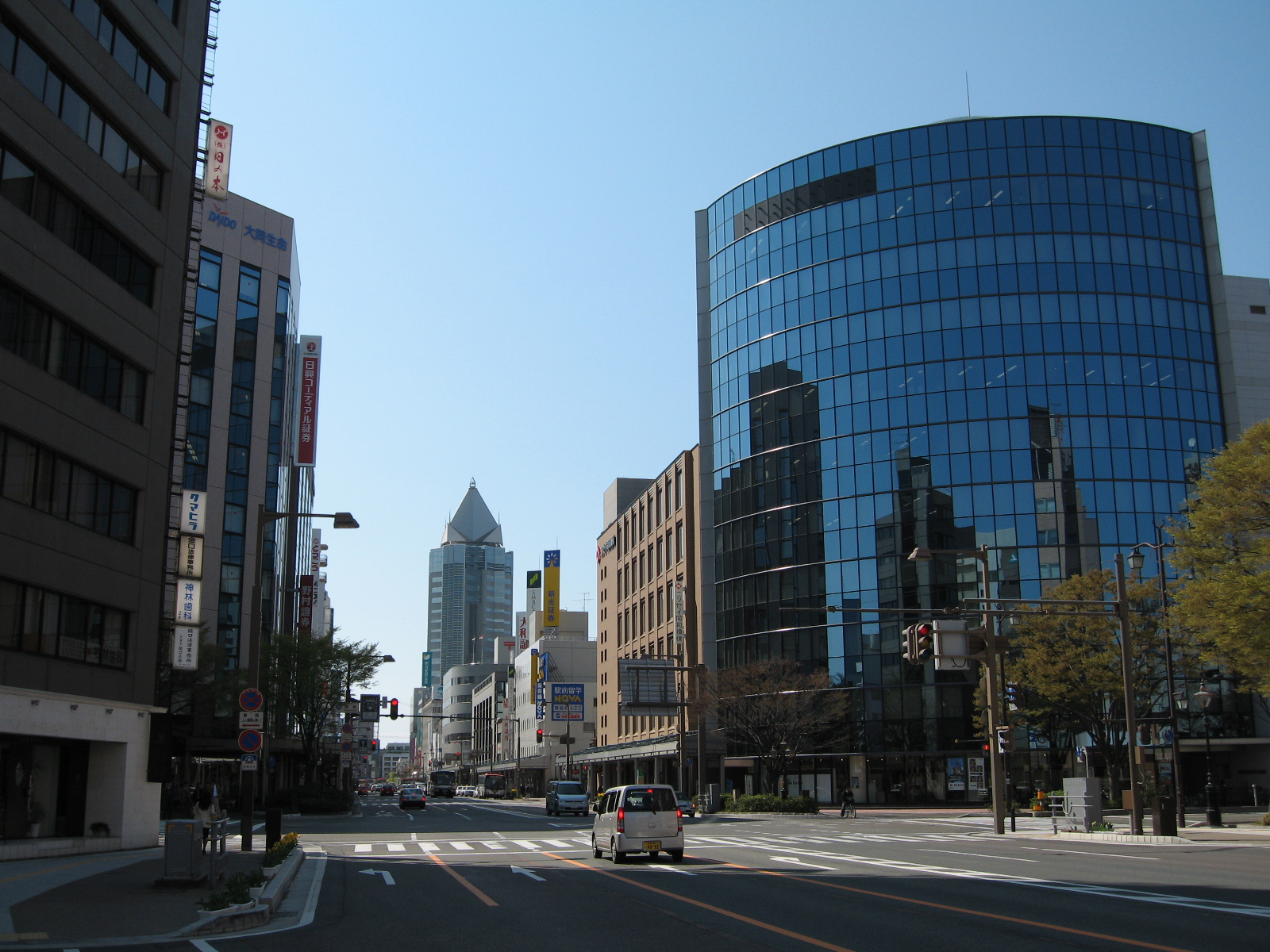
柾谷小路から見た古町

古町・本町

新潟島のほぼ中央に位置しており、区役所の所在地である。元々「新潟」と呼ばれていたのはこの地区である（新潟市の前身となる新潟町もこの地が中心地である）。古くからの商店街が残る。
かつては百貨店が立ち並ぶなど大型商業施設が集中していたが、万代や郊外の開発が進んで客が流出し続け、現在は超高層ビルNEXT21（ラフォーレ原宿撤退により商業面積はわずか）、複合ビルの古町ルフル（新潟大和跡地）、CiiNA CiiNA 丸大新潟（旧：イトーヨーカドー丸大）、地下街の西堀ローサ（閉店予定）などを残すのみとなった。
古町通8番町・9番町周辺に花街（三業地）があり、2024年時点でも老舗料亭が営業している他、芸妓置屋も営まれている（詳細は古町 (花街)を参照）。
白山・白山浦
古町の西側にある白山・白山浦地域。この地域に新潟市役所があり、周辺に白山公園などがある。
関屋
新潟島の西側、旧関屋村古新田の区域。

#### 東地区
万代・万代島

後述の新潟駅万代口と前述の古町・本町のほぼ中間点に位置するのが、万代（ばんだい）と八千代（やちよ）などを中心に新潟交通が展開している商業地「万代シテイ」である。1970年代前半から同社バスの運行拠点跡の再開発事業の一環で整備されたもので、開発当初は「新潟市の新都心」とも謳われた。
新潟駅周辺地区
新潟駅の北側出入口である万代口（ばんだいぐち）周辺は、1960年代から本格的に市街地化した地域。花園（はなぞの）、弁天（べんてん）、東大通（ひがしおおどおり）などがそれに該当する。旧駅舎時代の市街地は現在の流作場五差路付近が南端だったが、1958年の新潟駅移転後は開発が一気に進み、1964年の新潟国体までの間に急速に市街地化した。
上記の万代地区にある万代シテイとほぼ一体化した形で市街地を形成しているが、万代口周辺は主にオフィス街であり、その周囲の裏通りには飲食街や小規模な歓楽街がある。万代口正面から北西へ伸びる東大通・萬代橋通りは、前述の万代シテイや本町・古町を経由しており、市街地間を結ぶいわば新潟市のメインストリートと化した。
2020年代現在、新潟駅の高架化に伴う再開発工事が進展中で、新潟駅のほか周辺も高架化と合わせていくように建て替えが続いている。マルタケビルは建て替えが終了、駅の工事とともにテナントとして入っていた家電量販店のヨドバシカメラは自前のビルを駅前に建設し移転した。
沼垂

かつての中蒲原郡沼垂町の中心地である沼垂（ぬったり）の市街地。現在は上記の万代シテイや駅前地区とほぼ一体化した形となっている。

#### 鳥屋野地区

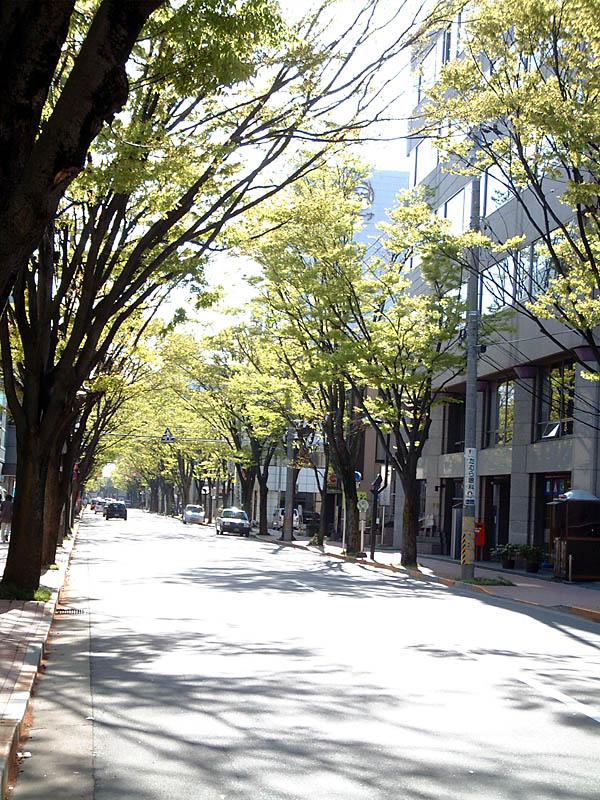
新潟駅南口けやき通り

郊外の商業地としては、新潟バイパスのインターチェンジ周辺の女池（めいけ）、鳥屋野（とやの）の周辺に広がっている。
駅南（南口側）

その新潟駅の南側にはかつて出入口はなく「駅裏」と呼ばれ、水田や畑が広がっていた。1970年代以降は市街地至近の立地条件を活かして住宅開発が進んだが、1982年、上越新幹線の開業を控えた新潟駅に新たに「南口」が設置されると、駅裏は次第に駅南（えきなん）と呼ばれるようになり、笹口（ささぐち）、天神（てんじん）、米山（よねやま）などでは住宅開発に加え、商業施設やオフィスビルの建設が急速に進んだ。1985年には南口駅前広場横に再開発施設「プラーカ新潟」が開業。さらに2002 FIFAワールドカップの開催に合わせ、道路整備が進むなどした。
前述のプラーカは新潟市の第三セクターによる複合商業施設だったが、1990年代に経営が事実上頓挫し、2000年代になって民間に譲渡され、商業フロアにはジュンク堂書店をはじめ新たなテナントが入居し、さらに一部をオフィスフロアに転換してリニューアルされた。プラーカ西側に隣接する地区では住友不動産などによって再開発が進められ、商業施設や31階建のタワーマンションなどから成る複合施設「LEXN」が2010年春に開業した。
LEXNのテナントは当初とかなり変わっており、上層階にあったコナミスポーツクラブはコロナにより撤退し、現在ではJR系のジェクサーがマシンだけを24時間対応ジム（それ以外はスタッフ時間帯のみ利用可能）として入居している。
また笹出線と都市計画道路弁天線の交差点にある「ひもろぎビル」内にはドン・キホーテがある。こちらも在来線連続立体交差化に伴う道路など周辺部の整備が進められている。
新潟駅南口には、2009年にビックカメラがオープンしたが、その後純粋に家電売場だけを見ると2F部分にほぼ集約されてしまい、現在では1Fには100円ショップのキャンドゥとJRが運営するコワーキング＆イベントスペースがある。3Fにはスポーツ用品販売のゼビオエクスプレスの他は、ビックカメラの携帯コーナーと日用品販売コーナーと言う構成になっている。
新光町・美咲町
信濃川右岸にある新潟県庁周辺の官庁街。県庁は1985年、現在の市役所の位置から、旧日本軽金属新潟工場跡地の新光町に移転した。また美咲町は、旧東洋瓦斯機工新潟工業所跡地を中心に開発が進められた地区で、国の省庁の出先機関が集積する新潟美咲合同庁舎が建設され、双方とも国・県・市の行政機関や外郭団体、各種企業の出先などが軒を連ねる。
新光町のある新潟県庁までは新潟交通の均一区間だが、美咲合同庁舎は郊外区間になる。また美咲合同庁舎からのバスアクセスは決していいものではなく、マイカーを使う人が多い。公共交通を利用する場合には新潟交通の鳥屋野線の網川原バス停または出来島変電所バス停を利用することもできる。

#### 山潟地区
鳥屋野潟の南側に位置する山潟地区は、かつて道路網が不便だった時代は現在の東区石山地区と近しい生活圏を有していた。その名残で政令指定都市に移行した現在でも東区の石山出張所でも選挙の際には期日前投票が可能。選挙管理委員会が各区で分かれているのでこれはかなり異例な対応ではある。
しかし1960年代後半以降、都市計画道路弁天線の整備進捗によって、現在の中央区東地区への交通の便が徐々に改善されると、県内外の企業が鳥屋野潟を活かしたリゾート開発を手掛けた。第一次オイルショック後の不況もあって、これらの多くは事実上頓挫したが、その後1970年代以降は住宅集積地として大きく成長を遂げた。新潟駅に南口が開設された1980年代以降は特に人口が増加し、小中学校区は石山地区から順次分離された。このうち、京王不動産が1973年から開発を手掛け、1976年から分譲を開始した「京王新潟南住宅地」は通称「京王団地」と呼ばれ、のちの住居表示によって「京王（けいおう）」という地名が与えられた。
江南区との区境である日本海東北自動車道北側には水田や田畑が広がる。亀田バイパス・日本海東北自動車道のインターに近い姥ケ山（うばがやま）などに大型ショッピングセンターを中心とした郊外型店舗の集積地がある。
鳥屋野潟南部
鳥屋野潟と日本海東北道との間から江南区にかけて、超大型商業施設と県や市の公共施設が数多く集積している。新潟中央IC周辺の鐘木（しゅもく）、湖南（こなん）には鳥屋野潟公園の鐘木地区を中心に、新潟市産業振興センター、新潟テルサ、新潟市民病院、新潟市アイスアリーナ（新潟アサヒアレックスアイスアリーナ）などが所在する。長潟（ながた）、清五郎（せいごろう）には鳥屋野潟公園の運動公園地区にあたる新潟県スポーツ公園があり、園内にはアルビレックス新潟のホームスタジアムでもある新潟スタジアム（デンカビッグスワンスタジアム）や、新潟県立野球場（HARD OFF ECOスタジアム新潟）などのスポーツ施設が所在する。この鐘木と清五郎の中間には、新潟市が食と花をメインテーマとする交流・啓発施設の集積地として整備を進めた「いくとぴあ食花」が所在する。
なお鐘木と湖南、親松排水路右岸側の上沼（うわぬま）、高美町（たかみちょう）と太右エ門新田（たえもんしんでん）の一部はかつての曽野木村の村域にあたる。政令市移行にあたって日本海東北自動車道を区境として北側を中央区、同自動車道の敷地を含む南側を江南区としたため、行政区域としては分断されたが、小中学校区に関しては変更しておらず、生活圏にも大きな変動は無い。

#### 住居表示
住居表示は区内市街地の大部分で施行されているが、中央地区の関屋以西では、戦前来の町名を現在も使用しているところが大半である。東地区と南地区では大部分で施行されているものの、新潟駅南口周辺の笹口・米山・天神の各一部と堀之内には住居表示の未施行箇所や、町名整理のみが施行され、街区符号の整理が行われていない箇所が残存している。また南地区には山潟・鳥屋野・曽野木地区（日東道北側）の一部など、住居表示が未だ施行されていない地域も若干残存している。

### 面積
新潟8区中で最も面積が狭い。

### 人口
新潟市8区の中で最も人口が多い。
- 2010年　180,537
- 2015年　183,767
- 2020年　181,236

### 隣接行政区
- 西区
- 東区
- 江南区

## 歴史
合併前の歴史については「新潟市の歴史」、「沼垂町」を参照

### 沿革
平成
政令市移行後
- 2007年（平成19年）
  - 4月1日：新潟市の政令指定都市移行に伴い中央区が設置される。
  - 7月2日：新潟島の東側でコミュニティバス「しも町循環バス　にこにこ号」が運行を開始する。
- 2017年（平成29年）8月14日：区役所が西堀通のNEXT21に移転。

## 政治

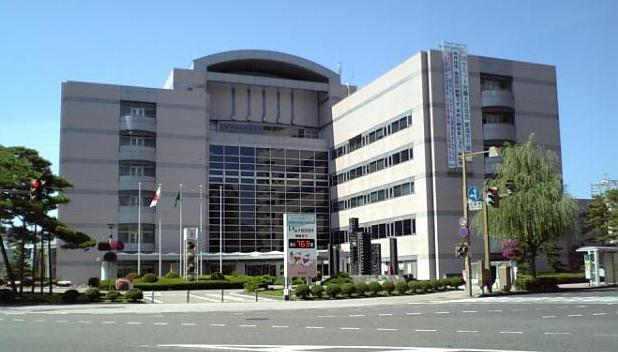
新潟市役所本庁舎

### 行政

#### 市政機関
市役所
- 新潟市役所
- 新潟市健康福祉部
  - 中央地域保健福祉センター
  - 中央地域保健福祉センター入舟分室
  - 東地域保健福祉センター
  - 南地域保健福祉センター

区役所
- 中央区役所 - かつては市役所本館1・2階に所在したが、2017年8月14日に、NEXT21内へ移転した。[4][5]
  - 東出張所
  - 南出張所
  - 入舟連絡所
  - まちなか行政サービスコーナー
  - 関屋行政サービスコーナー

#### 県政機関
- 新潟県庁
  - 新潟県医師会
    - 新潟市医師会

  - 新潟県看護協会
  - 新潟県公安委員会
  - 新潟県交通安全協会
  - 新潟県歯科医師会
  - 新潟県獣医師会
  - 新潟県薬剤師会

### 議会

#### 市議会
- 新潟市議会

## 国家機関

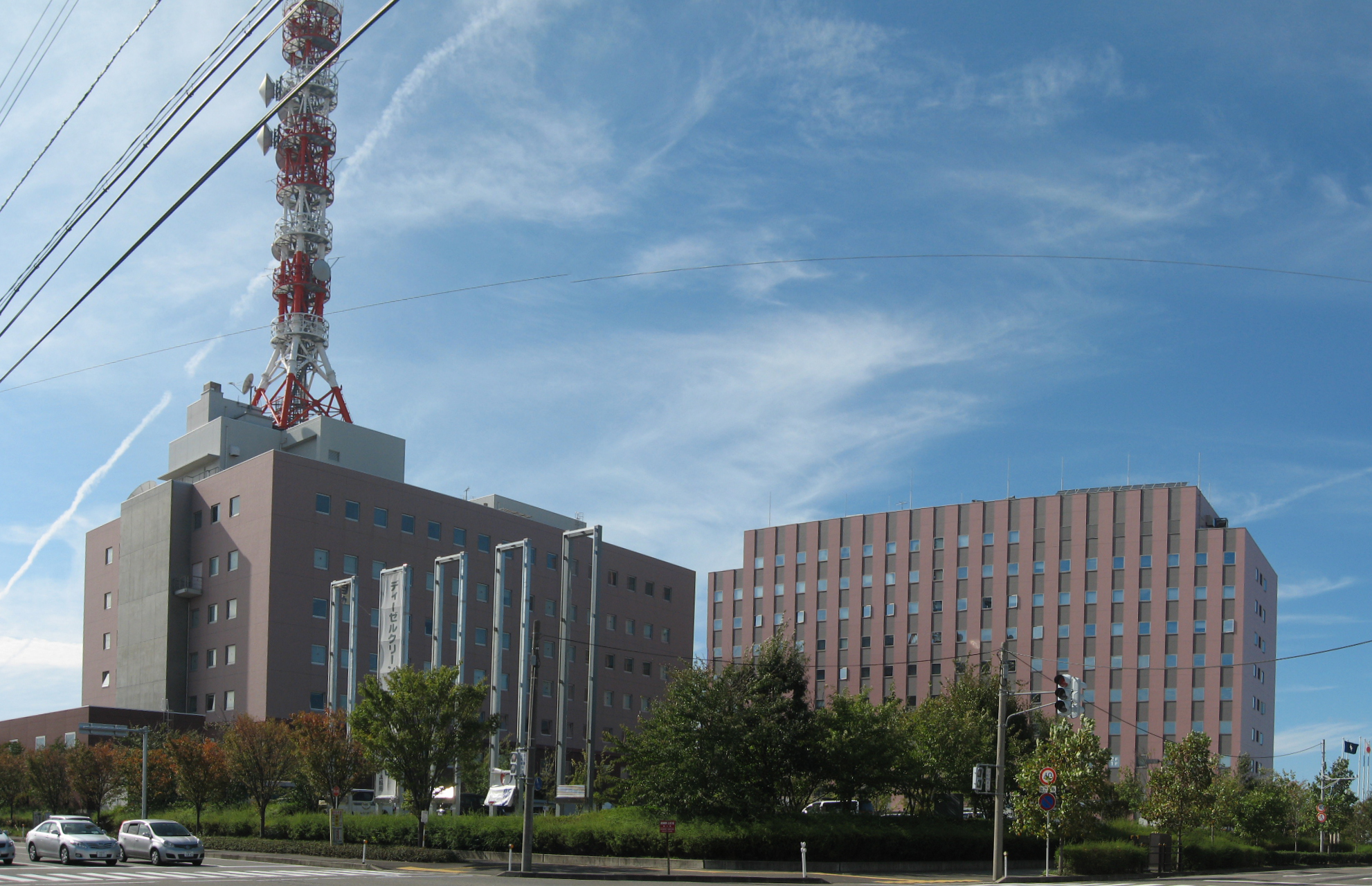
新潟美咲合同庁舎

中央省庁の県への出先機関の殆どが、中央区に集中している。
※一部の行政機関に関しては、新潟美咲合同庁舎も参照。

### 総務省
- 関東管区行政評価局 新潟行政評価事務所

### 法務省
- 新潟地方法務局
- 矯正局 東京矯正管区
  - 新潟少年鑑別所

### 財務省
- 東京税関新潟税関支署
- 関東財務局新潟財務事務所

国税庁
- 関東信越国税局 新潟税務署

### 農林水産省
- 北陸農政局 新潟農政事務所
  - 統計部 新潟統計・情報センター
  - 信濃川水系土地改良調査管理事務所

水産庁
- 新潟漁業調整事務所

### 厚生労働省
- 新潟労働局
  - 新潟労働基準監督署
  - 新潟公共職業安定所

社会保険庁
- 日本年金機構
  - 新潟東年金事務所
  - 新潟西年金事務所

### 国土交通省
- 北陸地方整備局
  - 信濃川下流河川事務所
  - 新潟港湾・空港整備事務所
  - 新潟港湾空港技術調査事務所
  - 新潟国道事務所
- 北陸信越運輸局
  - 新潟運輸支局

気象庁
- 新潟地方気象台

海上保安庁
- 第九管区海上保安本部
  - 新潟海上保安部

### 環境省
- 関東地方環境事務所新潟事務所

### 防衛省
- 北関東防衛局新潟防衛事務所

自衛隊
- 自衛隊新潟地方協力本部

### 裁判所
- 新潟地方裁判所
- 新潟簡易裁判所
- 新潟家庭裁判所

## 施設

### 警察
区内には2つの警察署があり、所轄地域は新潟中央署が新潟島全域、新潟署は新潟島を除く中央区全域となっている。
本部
- 新潟県警察
  - 鉄道警察隊

警察署
- 新潟中央警察署(新潟警察署との統合を発表済)
  - 附船交番
  - 豊照交番
  - 西大畑交番
  - 萬代橋交番
  - 中央交番
  - 市役所前交番
  - 松波町交番
  - 白山駅前交番
  - 有明台交番
  - 柾谷小路交番
- 新潟警察署
  - 県庁前交番
  - 女池交番
  - 万代交番（新潟駅前交番と統合を発表済み）
  - 笹口交番
  - 新潟駅前交番
  - 弁天橋交番
  - 沼垂交番

### 消防

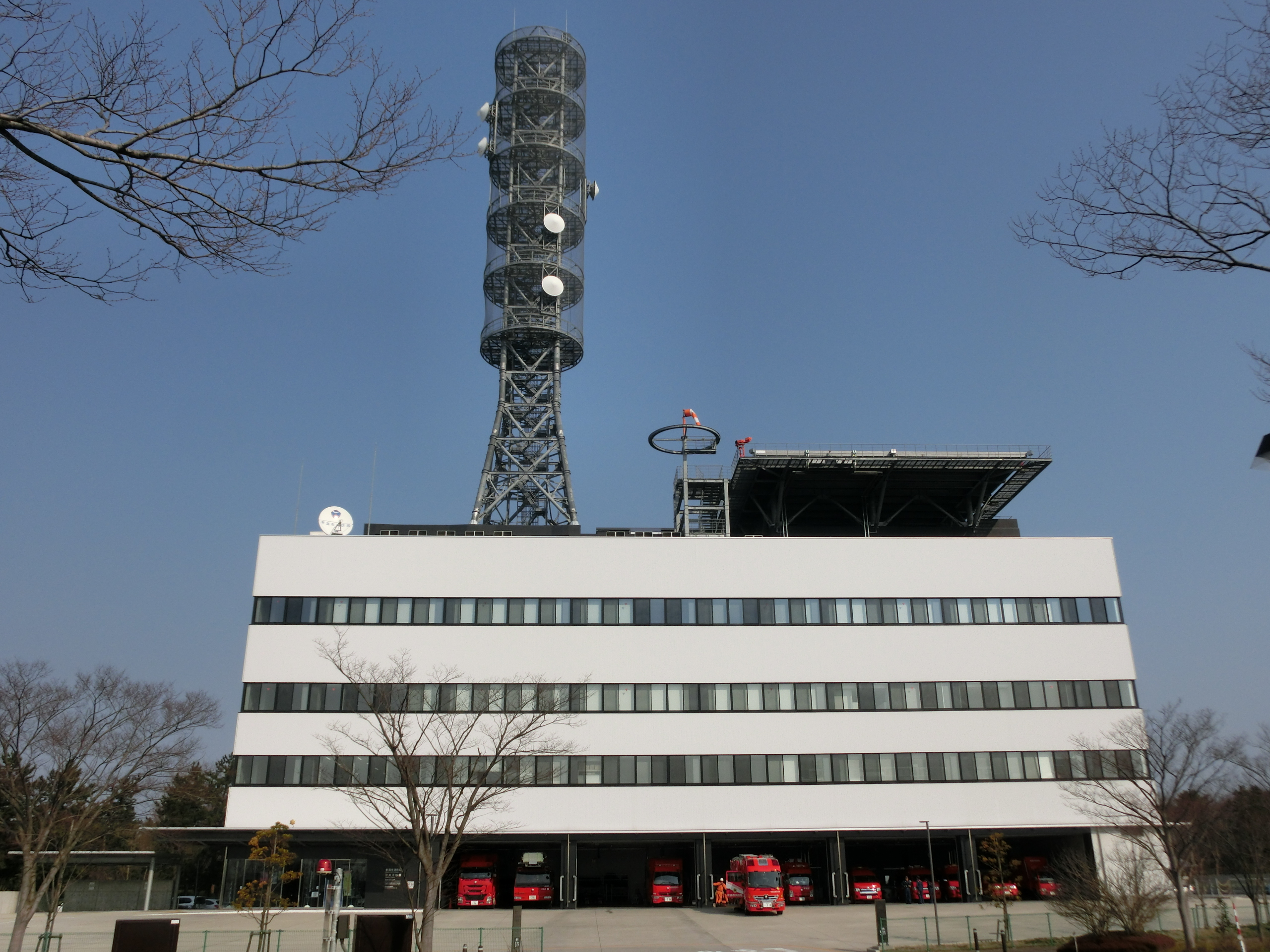
新潟市消防局

本部
- 新潟市消防局

消防署
- 新潟市中央消防署（消防局舎内）
  - 礎出張所
  - 白山浦出張所
  - 附船出張所
  - 文京出張所
  - 下所島出張所
  - 県庁前出張所
  - 駅南出張所
  - 沼垂出張所
  - 山潟出張所

### 医療
区内の主な病院は下記の通り。
主な病院
- 新潟大学医歯学総合病院（旭町通一番町、救急指定病院）
- 新潟県立がんセンター新潟病院（川岸町二丁目、救急指定病院）
- 新潟市民病院（鐘木、救急指定病院）
- 新潟中央病院（新光町、救急指定病院）
- 新潟南病院（鳥屋野、救急指定病院）
- 田代消化器科病院（近江三丁目）
- 猫山宮尾病院（湖南、救急指定病院）

### 郵便局
日本郵政グループ
中央区内には集配局が2局所在する。
郵便物集配地域は、新潟中央局新潟中分室が中央区のうち新潟島全域。新潟中央局（本局）は中央区のうち新潟島と曽野木地区等を除くほぼ全域と、東区の一部を除くほぼ全域、江南区の亀田地区全域と、集配地域が広く設定されている。
- 新潟中央郵便局新潟中分室（集配局（ゆうゆう窓口あり））（新潟中郵便局に併設）
  - 新潟中郵便局（併設店舗：新潟中央郵便局新潟中分室、ゆうちょ銀行新潟中店）
  - 新潟横七番町郵便局
  - 新潟学校町三郵便局
  - 新潟学校町郵便局
  - 新潟関屋本村郵便局
  - 新潟関屋郵便局
  - 新潟上大川前郵便局
  - 新潟船場町郵便局
  - 新潟礎町郵便局
  - 新潟西大畑郵便局
  - 新潟東中通郵便局
  - 新潟南浜通郵便局
  - 新潟白山浦郵便局
  - 新潟浜浦郵便局
  - 新潟本町十三番郵便局
  - 新潟本町三郵便局
  - 新潟有明台郵便局
- 新潟中央郵便局（集配局（ゆうゆう窓口あり））（併設店舗：ゆうちょ銀行新潟店）
  - 新潟下所島郵便局
  - 新潟姥ケ山郵便局
  - 山二ツ郵便局
  - 新潟紫竹山郵便局
  - 新潟女池郵便局
  - 新潟沼垂郵便局
  - 新潟沼垂上町郵便局
  - 新潟近江郵便局
  - 新潟上所郵便局
  - 新潟県庁内郵便局
  - 新潟米山郵便局
  - 新潟弁天橋通郵便局
  - 万代シテイ郵便局
  - 新潟堀之内郵便局
  - 新潟竜ケ島郵便局
  - 愛宕簡易郵便局

### 図書館
図書館
- 新潟県立図書館
- 新潟市立中央図書館（ほんぽーと）
- 新潟市立鳥屋野図書館
- 新潟市立舟江図書館
- 新潟市生涯学習センター図書館
- 新潟市関屋地区図書室

※これまで新潟市の市立図書館には中枢的な役割を果たす図書館がなかった。旧沼垂図書館がそれに代わる役割を果たしてはいたものの、一部の蔵書が廃校となった小学校の校舎に置かれるなど、蔵書の管理状態は決して良くはなく、市民の間では1980年代後半から中央図書館の新設を求める意見が寄せられていた。市は2001年から建設に向け本格的に着手し、2007年10月1日に新潟市立中央図書館（ほんぽーと）が開館した。

### 文化施設
公民館
- 新潟市生涯学習センター（中央公民館）
- 新潟市鳥屋野地区公民館
- 新潟市東地区公民館
- 新潟市関屋地区公民館

### 運動施設

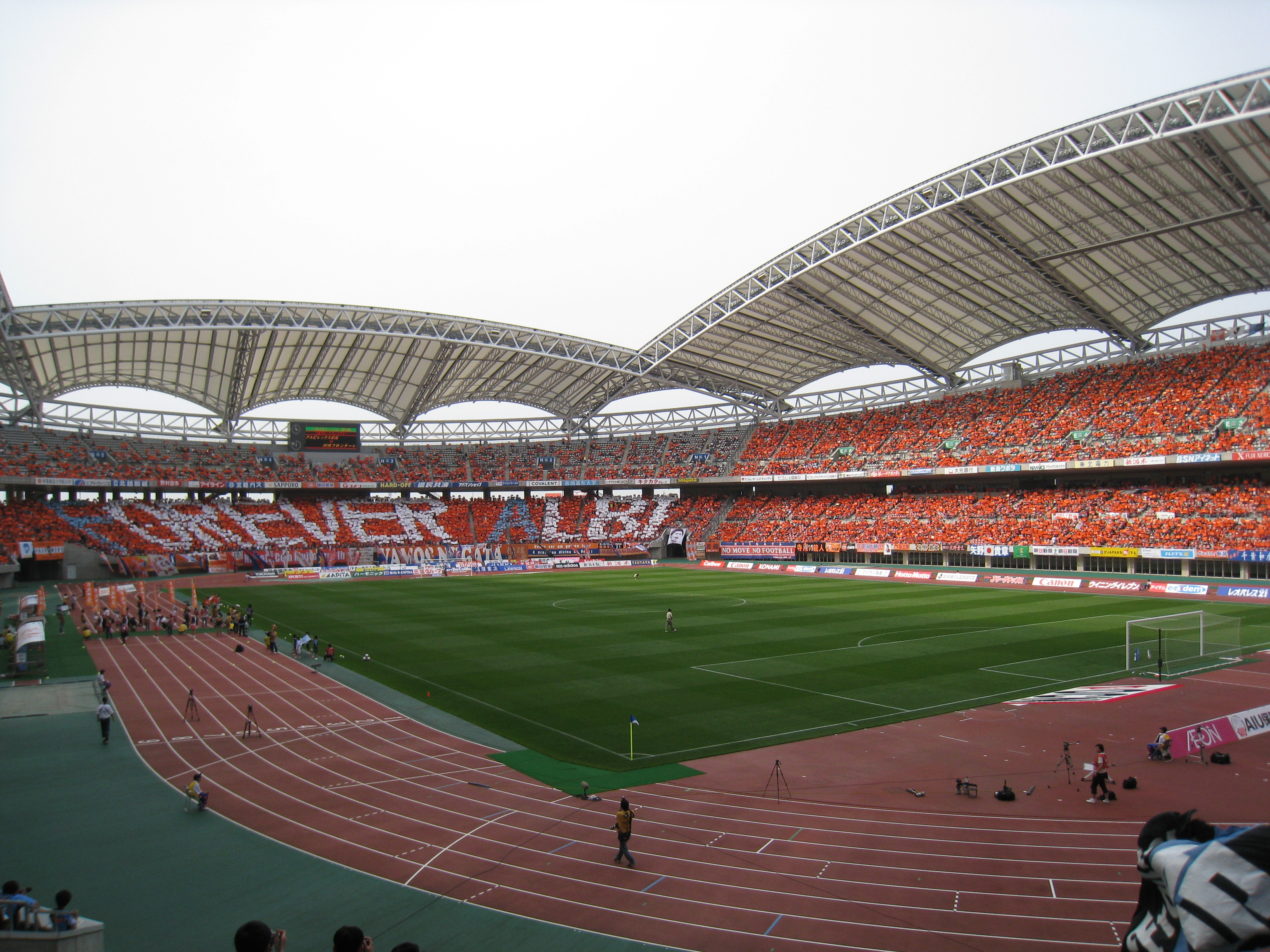
新潟スタジアム

- 新潟スタジアム（デンカビッグスワンスタジアム）
- 新潟市陸上競技場
- 新潟市体育館
- 新潟県立野球場（HARD OFF ECOスタジアム新潟）
- 鳥屋野運動公園野球場
- 新潟市トレーニングセンター（市陸上競技場内）
- 西海岸公園市営プール
- 西海岸公園少年野球広場
- 新潟市鳥屋野総合体育館
- 鳥屋野運動公園球技場

## 対外関係

### 国際機関

#### 領事館
総領事館

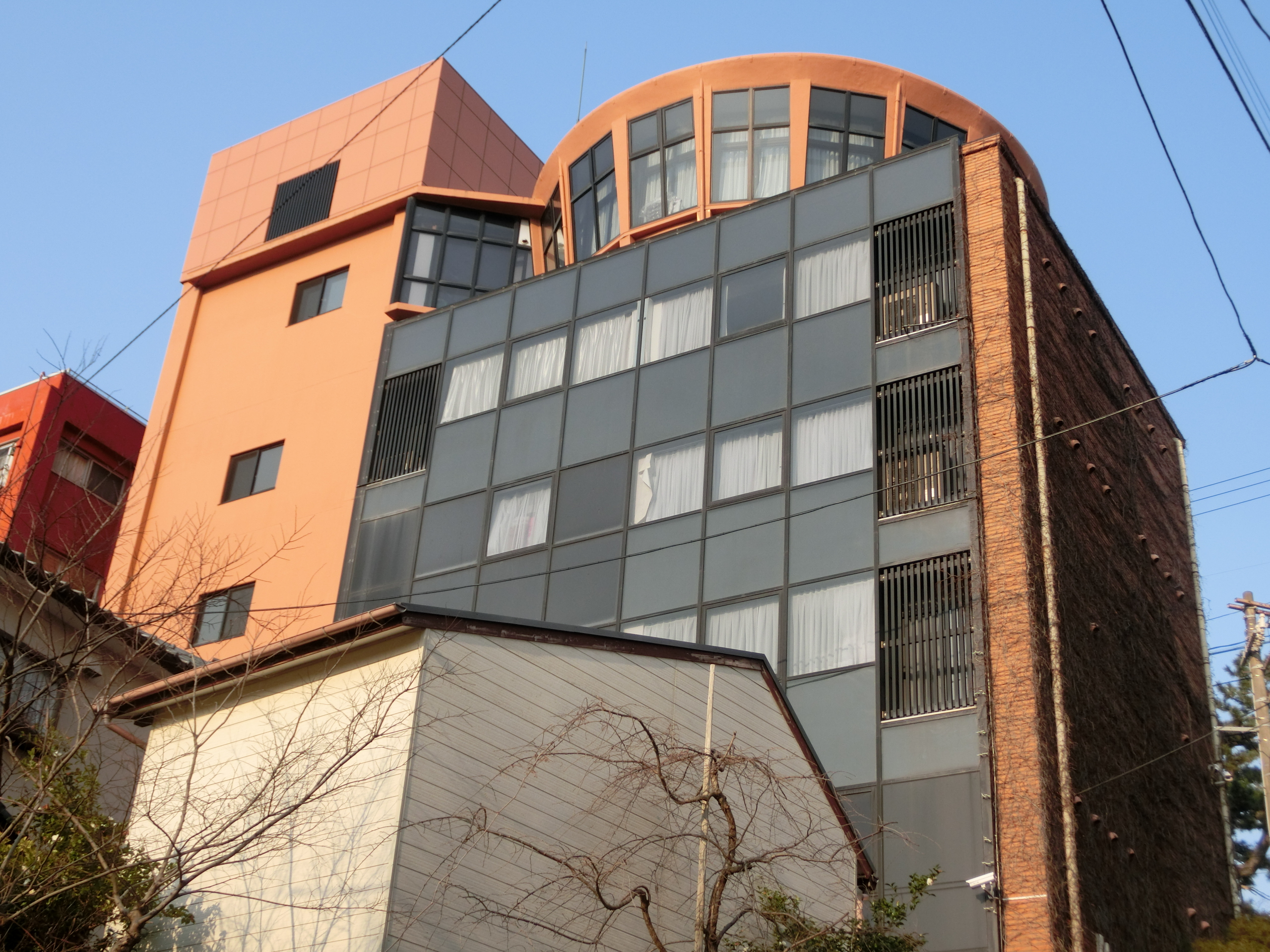
在新潟中華人民共和国総領事館
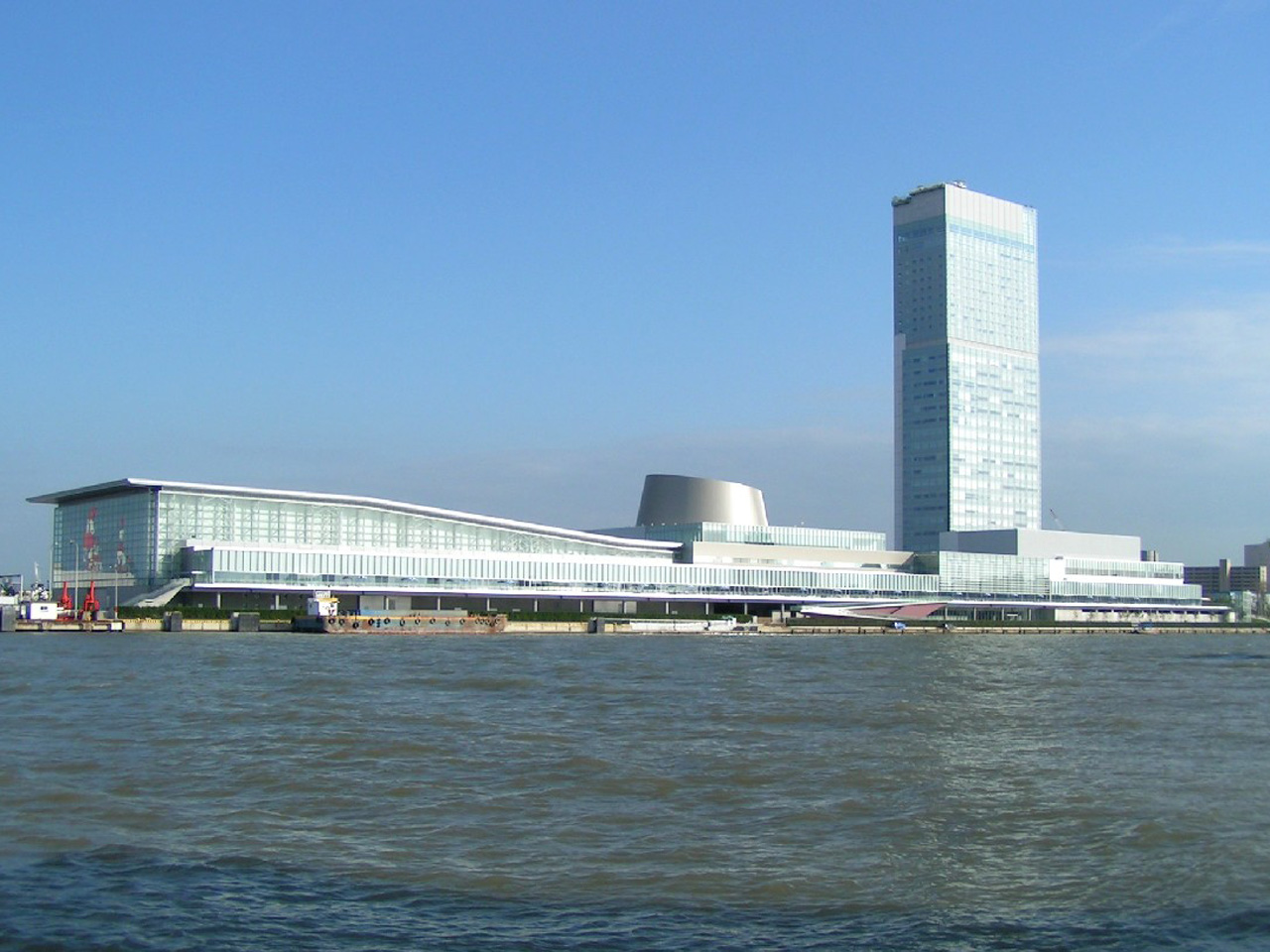
在新潟ロシア連邦総領事館

- 在新潟中華人民共和国総領事館
- 在新潟ロシア連邦総領事館の入居する朱鷺メッセ

## 経済

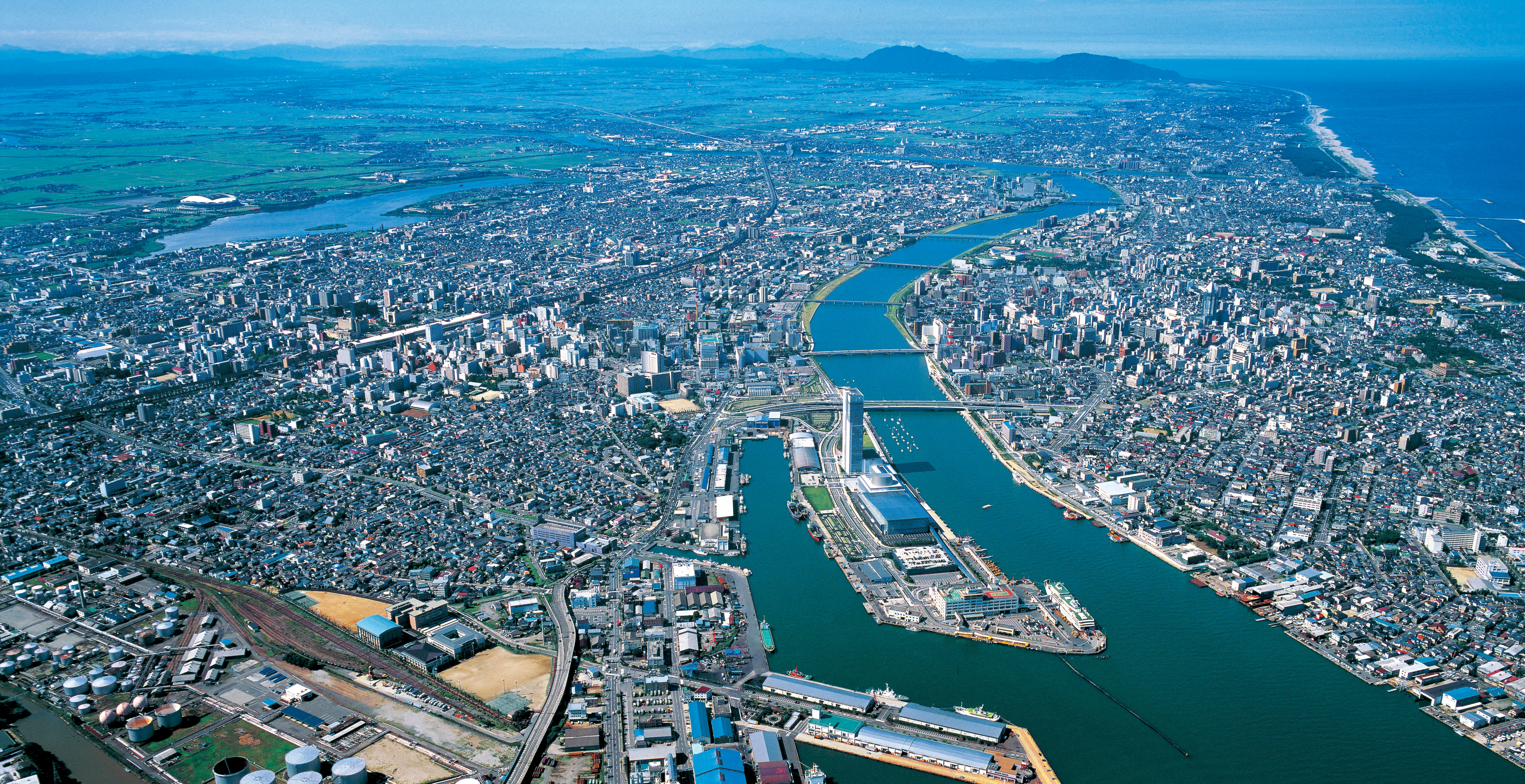
新潟西港

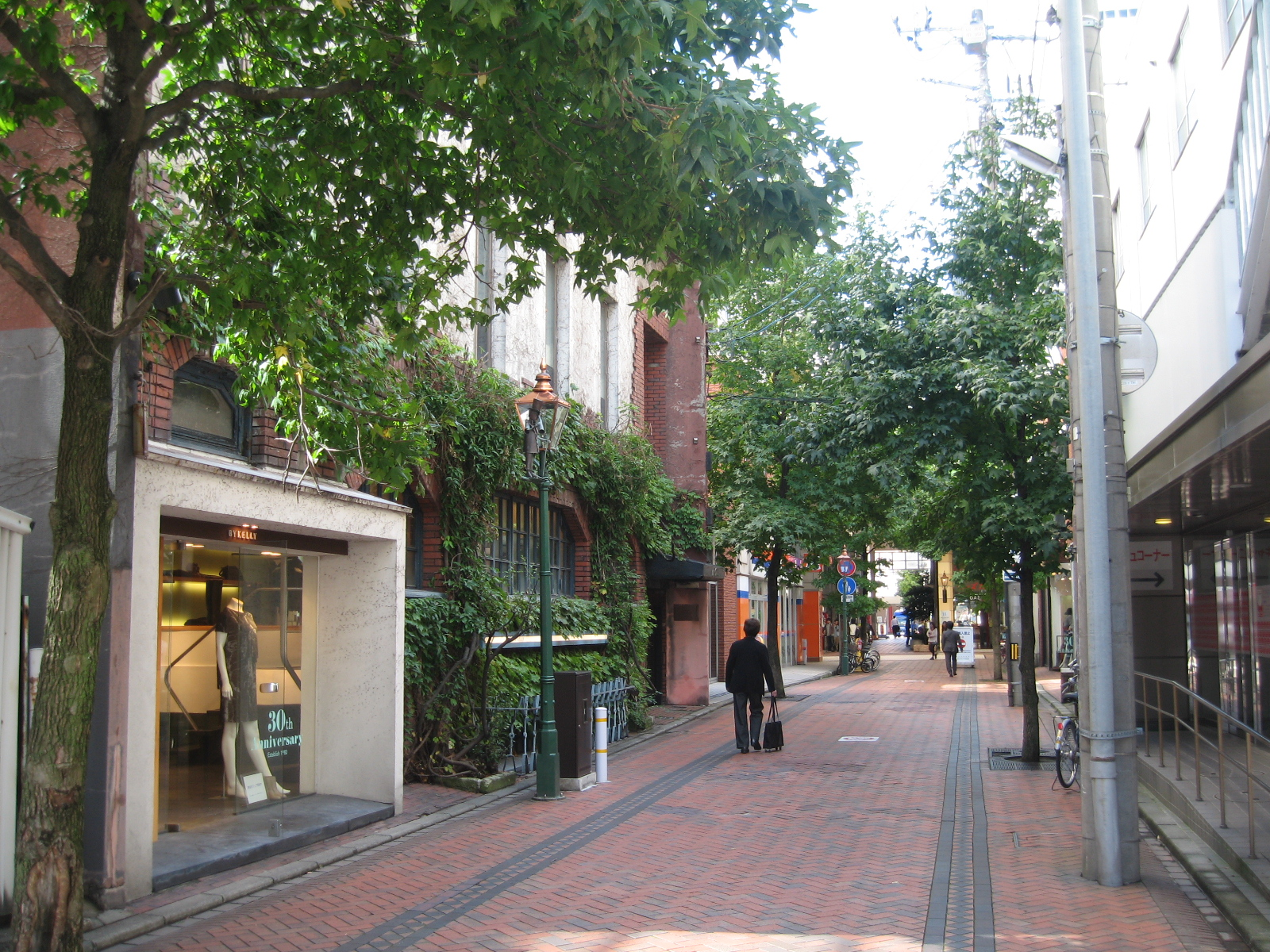
古町
千歳小路

北陸地方における経済の中心地の1つでもあり、多くの企業の支店や製造の拠点を構えている。
かつて新潟証券取引所が置かれるなど、現在でも本州日本海側の貿易拠点都市として発展している。

### 第一次産業

#### 農業
- 小松菜
- 稲作

南地区の女池（めいけ）は、コマツナの一種「女池菜」の産地として知られる。
また南地区のうち、日本海東北自動車道北側の鐘木、清五郎と山潟地区の姥ケ山、長潟など住宅地の外郭部には水田が広がり、稲作が盛んである。
農業協同組合（JA）
- 新潟市農業協同組合（JA新潟市：金融機関コード5864）

#### 漁業
- 新潟港（西港区）

万代島埠頭は漁港として機能しており、「新潟漁業協同組合」が管理する市場が設けられている。2007年春までは市が所有する「新潟市中央水産市場」も設けられていたが同年5月、江南区茗荷谷地内に移転した新潟市中央卸売市場に統合された。
漁業協同組合（JF）
- 新潟漁業組合（JF新潟）

### 第三次産業

#### 商業
主な繁華街
- 古町 - かつての県下最大の繁華街
- 万代 - 交通の中心地として賑わう繁華街
- 本町

主な商業施設

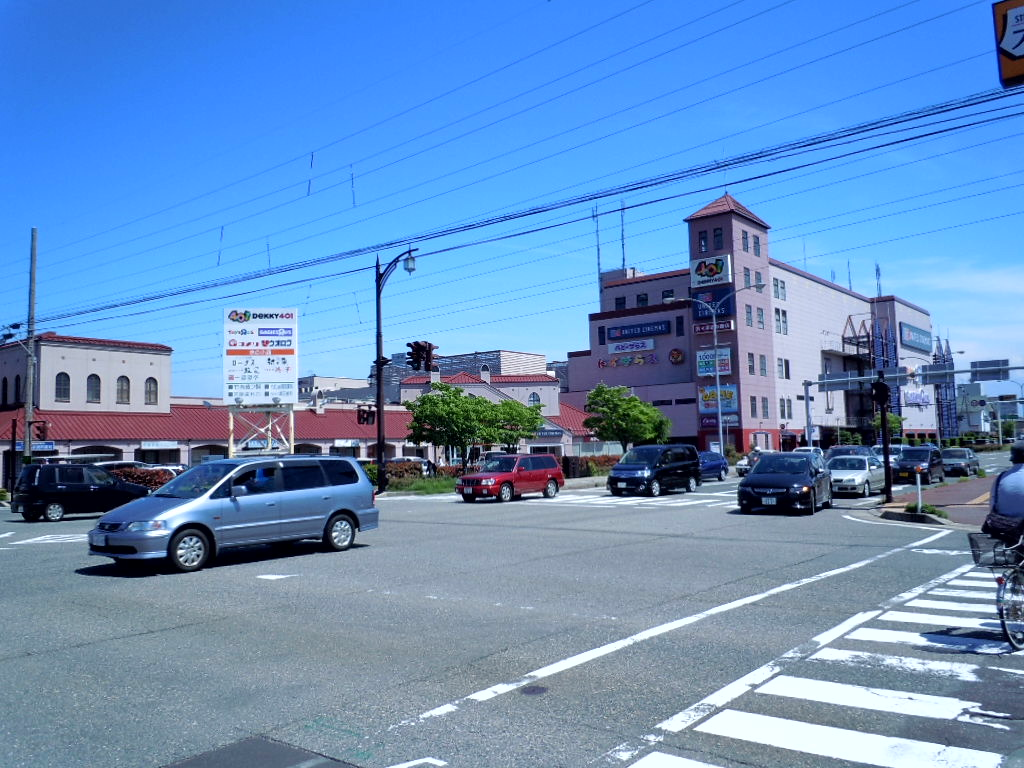
デッキィ401
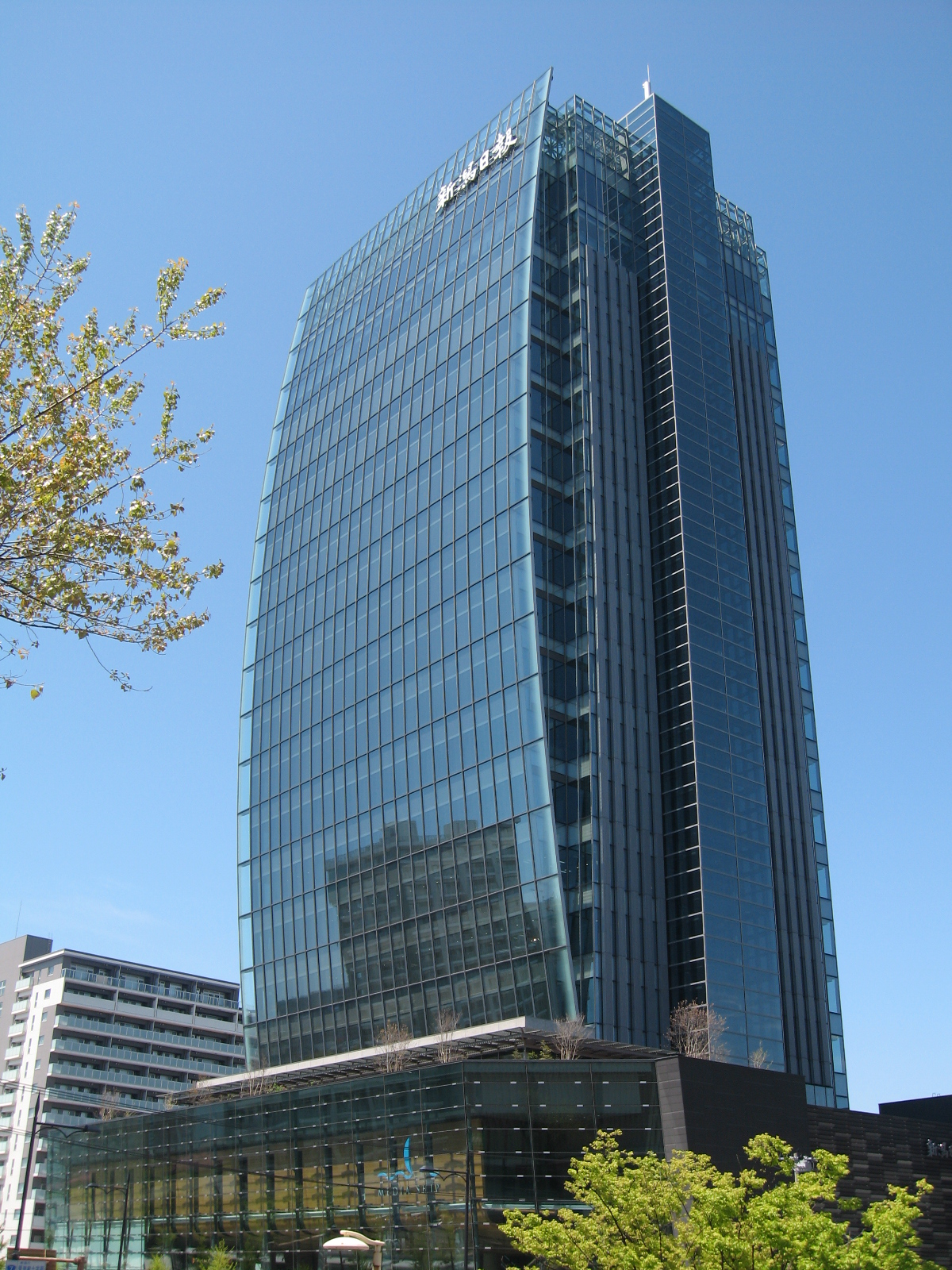
新潟日報メディアシップ
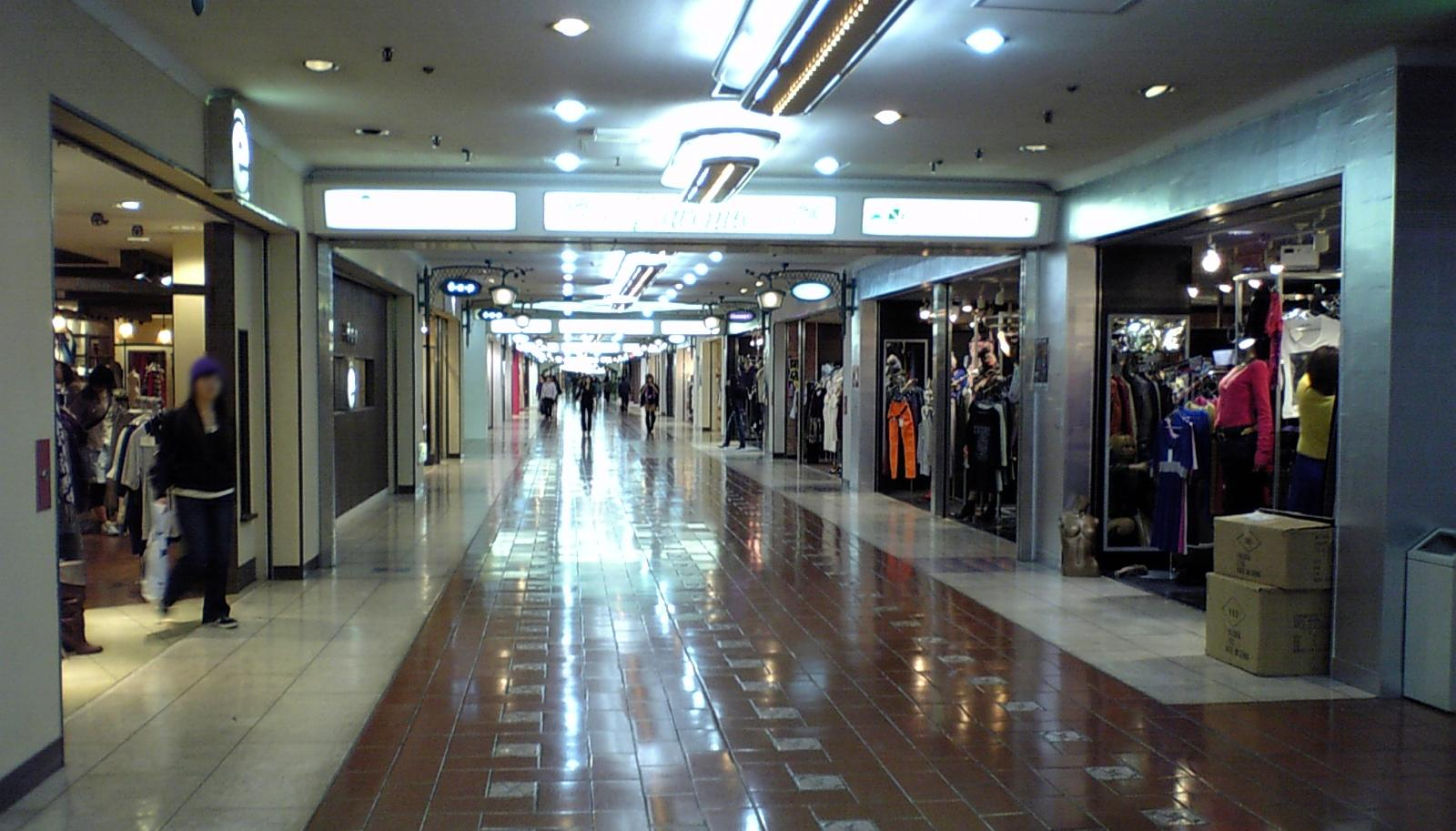
西堀ローサ(2025年全店撤退)
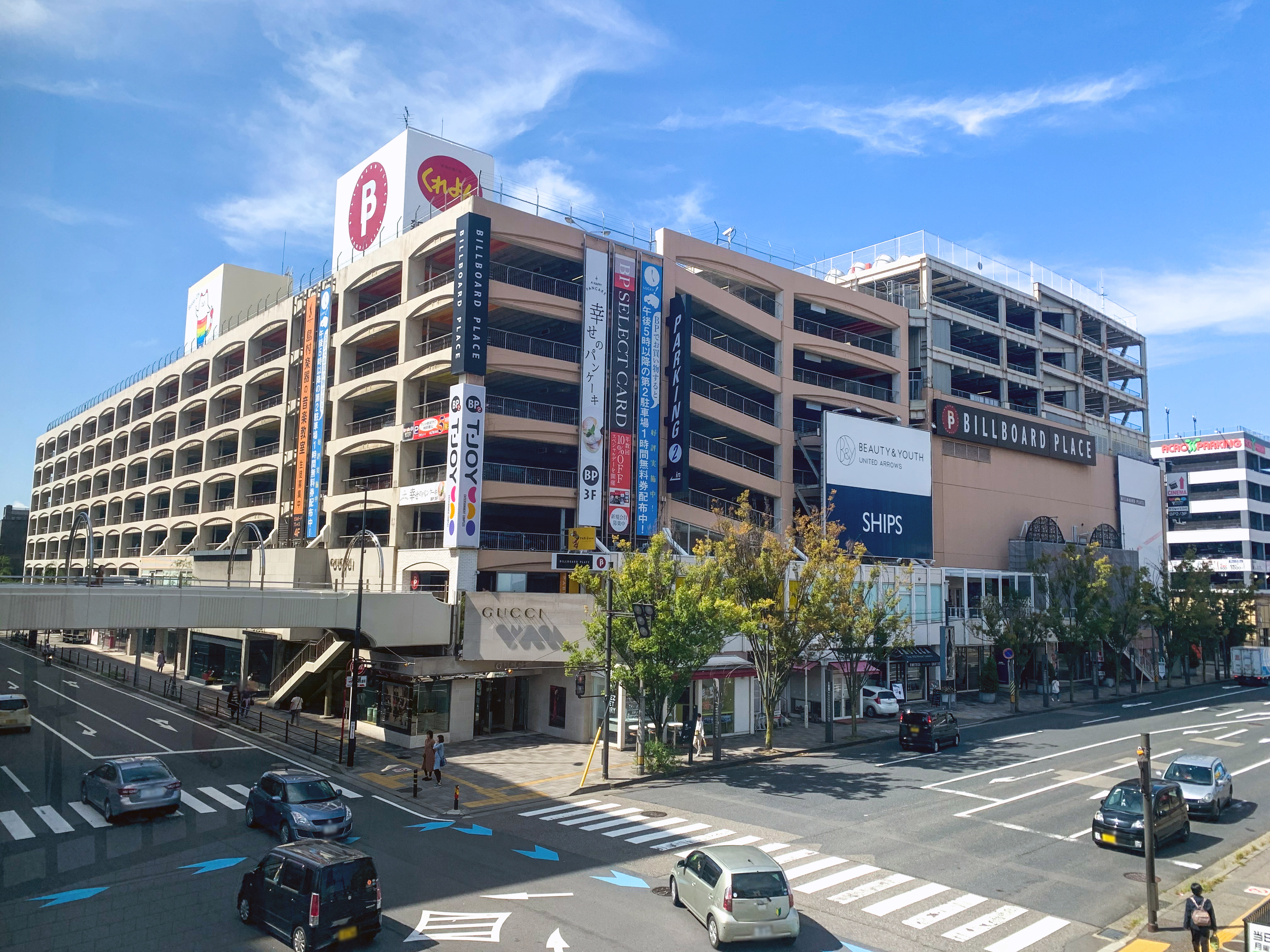
万代シテイ
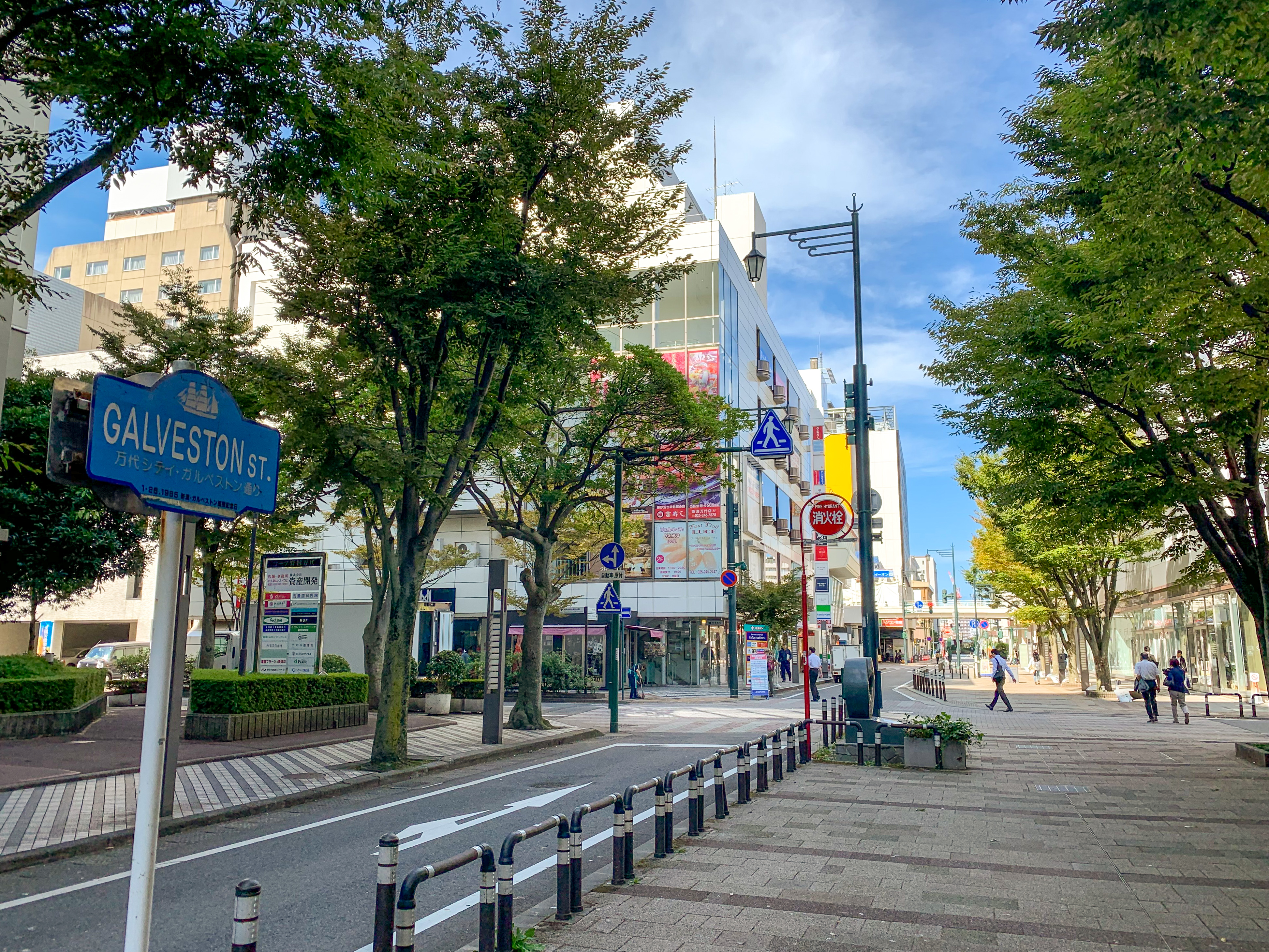
ガルベストン通り
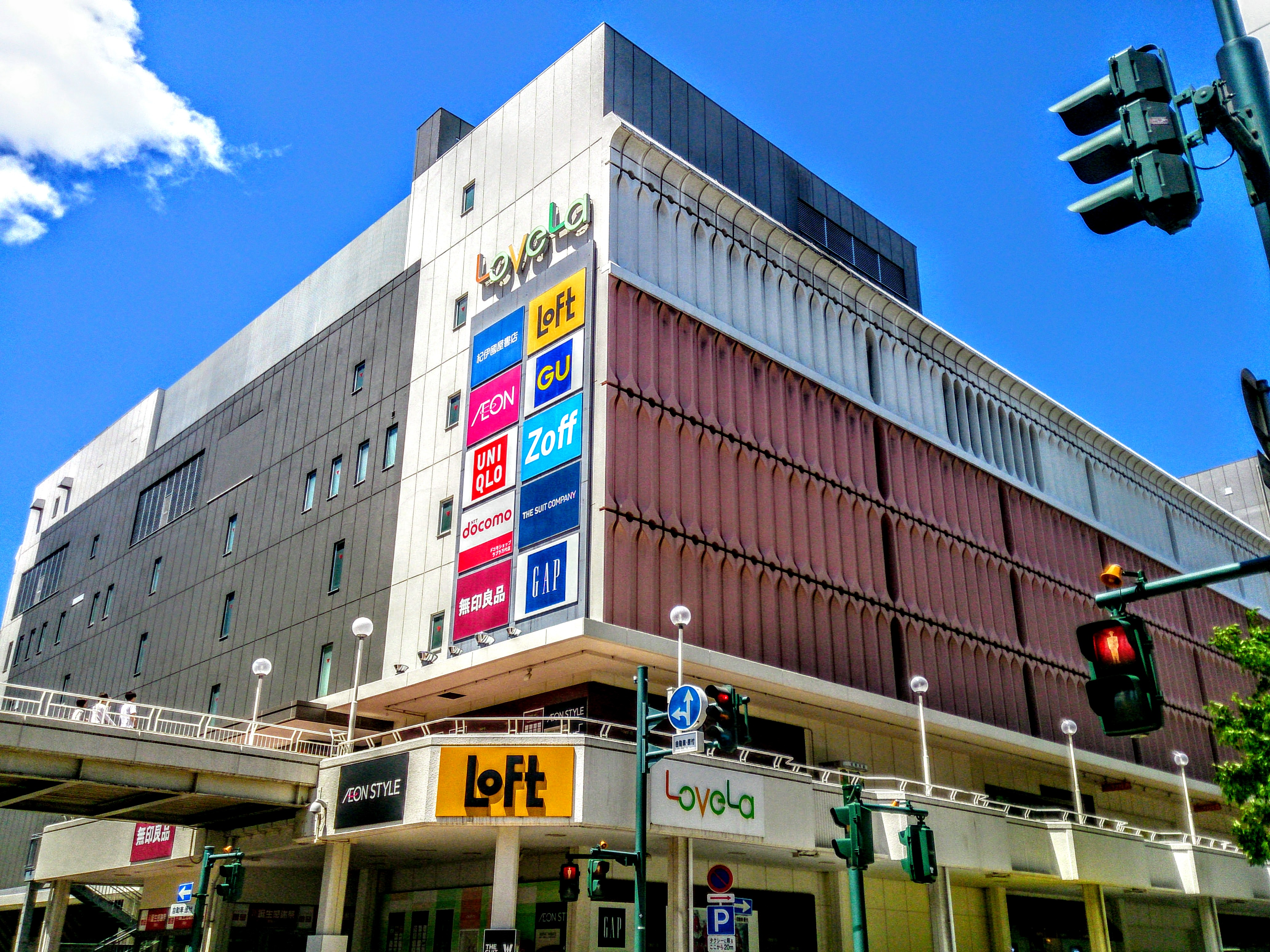
LoveLa万代
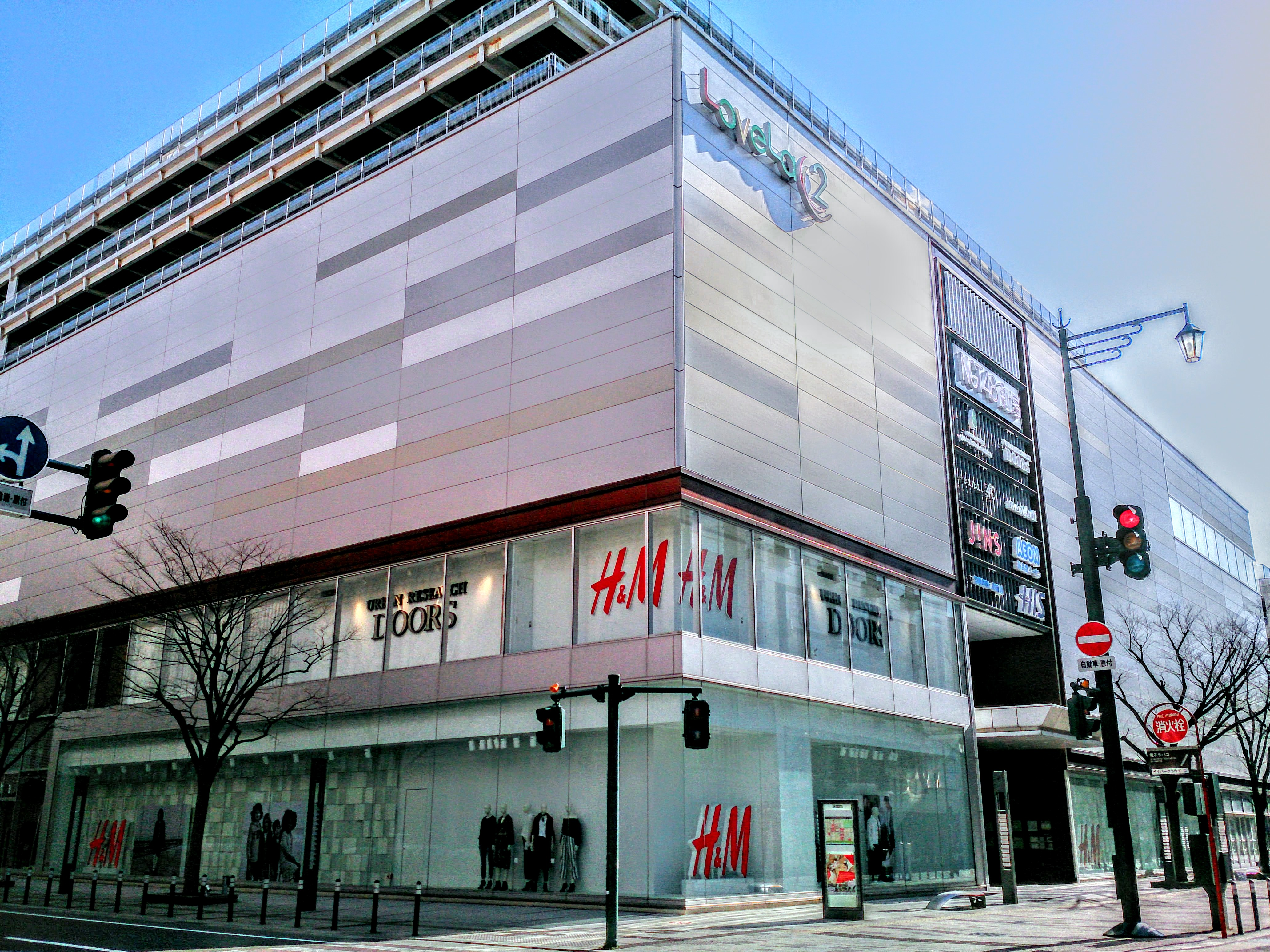
LoveLa万代2
  - 新潟伊勢丹
  - ビルボードプレイス
  - LoveLa万代
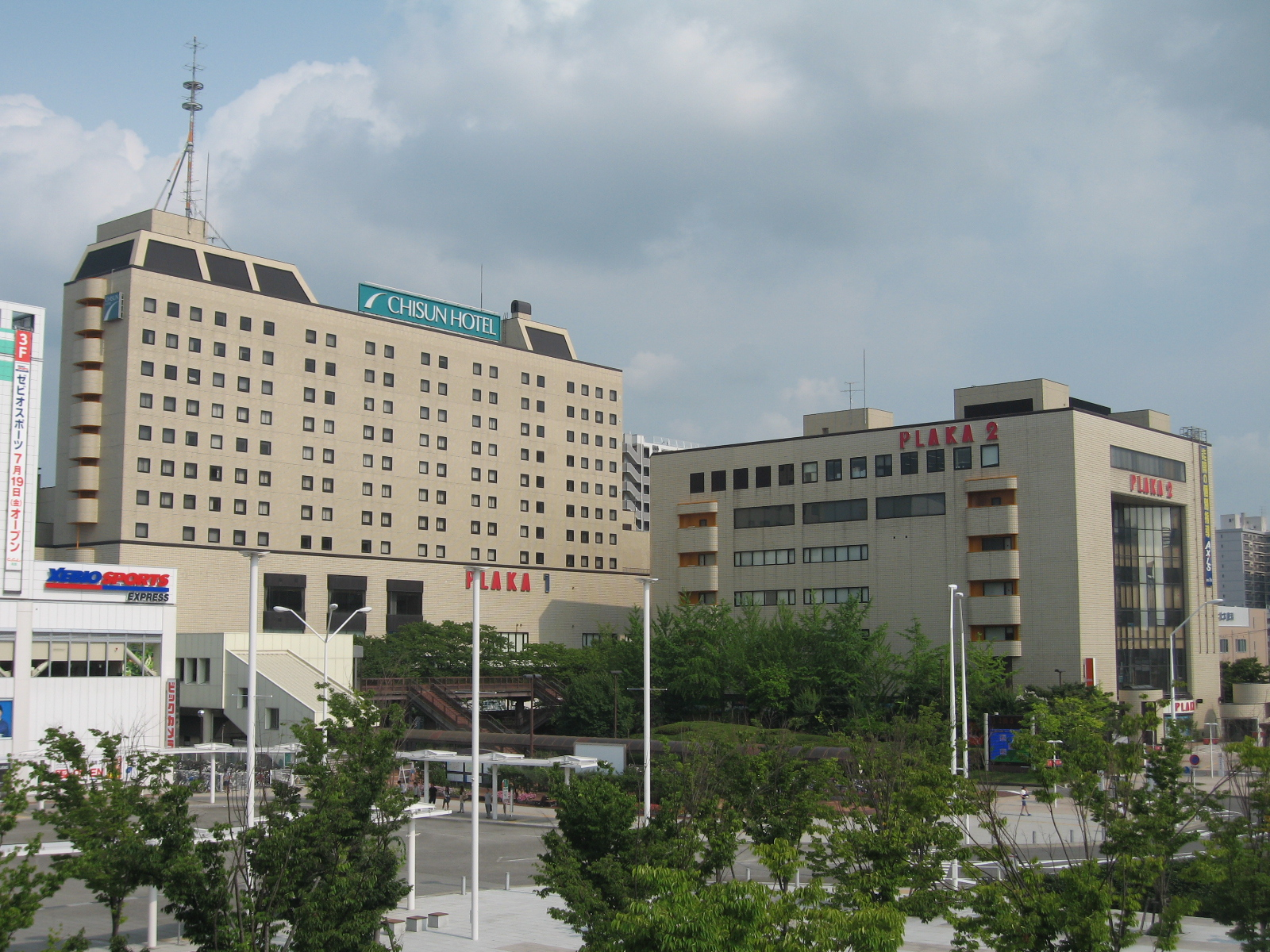
プラーカ新潟
- マルタケビル

- デッキィ401
- 新潟日報メディアシップ
- 西堀ローサ
- ビルボードプレイス
- ガルベストン通り
- LoveLa万代
- LoveLa万代2
- プラーカ新潟

### 金融機関
中央銀行
- 日本銀行 新潟支店

労働金庫
- 新潟県労働金庫

信用組合
- 新潟縣信用組合
- 新潟県信用農業協同組合連合会（JAバンク新潟）

主な銀行
- みずほ銀行
- 三菱UFJ銀行 （日本歯科大学新潟にATMコーナーあり）（メガバンク）
- 三井住友銀行 （新潟駅前にATMコーナーあり）

- 第四北越銀行 日本最古の現存するナンバーバンク（県内地銀）
- 大光銀行 （本店：長岡市の第2地方銀行）

- 県外地方銀行

秋田銀行（万代） 東邦銀行（上大川前通） 北陸銀行（東堀通） きらやか銀行（東万代）
- 信託銀行

みずほ信託（西堀通） 三井住友信託（上大川前通）
主な信用金庫・信用組合等
- 新潟信用金庫
- 三条信用金庫

## 生活・基盤

### ライフライン

#### 電力
電気
- 東北電力 新潟支店

#### ガス
都市ガス
- 北陸ガス

#### 上下水道
- 新潟県企業局
- 新潟市水道局
  - 南山配水場（旭町通二番町）

1968年に配水を開始した南山配水場は、西区にある青山浄水場からの送水を受け、新潟島全域に配水を行っている。

日本初の階層式配水池で、内部は高区用と低区用の上下2層に分割されており、また配水池上部には展望台「日本海タワー」が設けられている。
なお、その他の地区の上水道は江南区の信濃川浄水場と、同区の阿賀野川浄水場から東区の竹尾配水場を介して供給されている。

#### 電信
- 東日本電信電話（NTT東日本）
  - NTT東日本-新潟

## 教育

### 大学・短大
- 新潟大学
  - 旭町・西大畑キャンパス
  - 新潟駅南キャンパス「ときめいと」（プラーカ1内）
- 新潟青陵大学
  - 新潟青陵大学短期大学部
- 日本歯科大学
  - 新潟生命歯学部
  - 短期大学部
- 事業創造大学院大学
- 開志専門職大学

### 専修学校
私立　
多くをNSGグループが占めている。
- 国際外語・観光・エアライン専門学校
- 国際ホテル・ブライダル専門学校
- 新潟会計ビジネス専門学校
- 新潟高度情報専門学校
- 新潟公務員法律専門学校
- 新潟国際自動車大学校
- 新潟コンピュータ専門学校
- 新潟情報専門学校
- 新潟日建工科専門学校
- 新潟農業・バイオ専門学校
- 新潟ビジネス専門学校
- 日本アニメ・マンガ専門学校
- 日本自然環境専門学校

### 中等教育学校
市立
- 新潟市立高志中等教育学校

### 高等学校
全日制
| - 新潟県立新潟高等学校 - 新潟県立新潟南高等学校 - 新潟県立新潟中央高等学校 - 新潟県立新潟江南高等学校 - 新潟県立新潟商業高等学校 - 新潟市立万代高等学校 | - 新潟市立高志高等学校 - 新潟第一高等学校（※中学校も併設している。） - 北越高等学校 - 東京学館新潟高等学校 - 新潟青陵高等学校 |

定時制・単位制
- 新潟県立船江高等学校
- 新潟市立明鏡高等学校
- 開志学園高等学校

### 中学校
- 新潟第一中学校（※高等学校も併設している。）

### 特別支援学校
- 新潟大学教育学部附属特別支援学校
- 新潟県立はまぐみ特別支援学校

### 職業能力開発校
- 新潟清酒学校

### その他の教育施設
自動車学校
- 新潟中央自動車学校
- 新潟関屋自動車学校

サポート校
- 真友学院

## 交通

### 鉄道

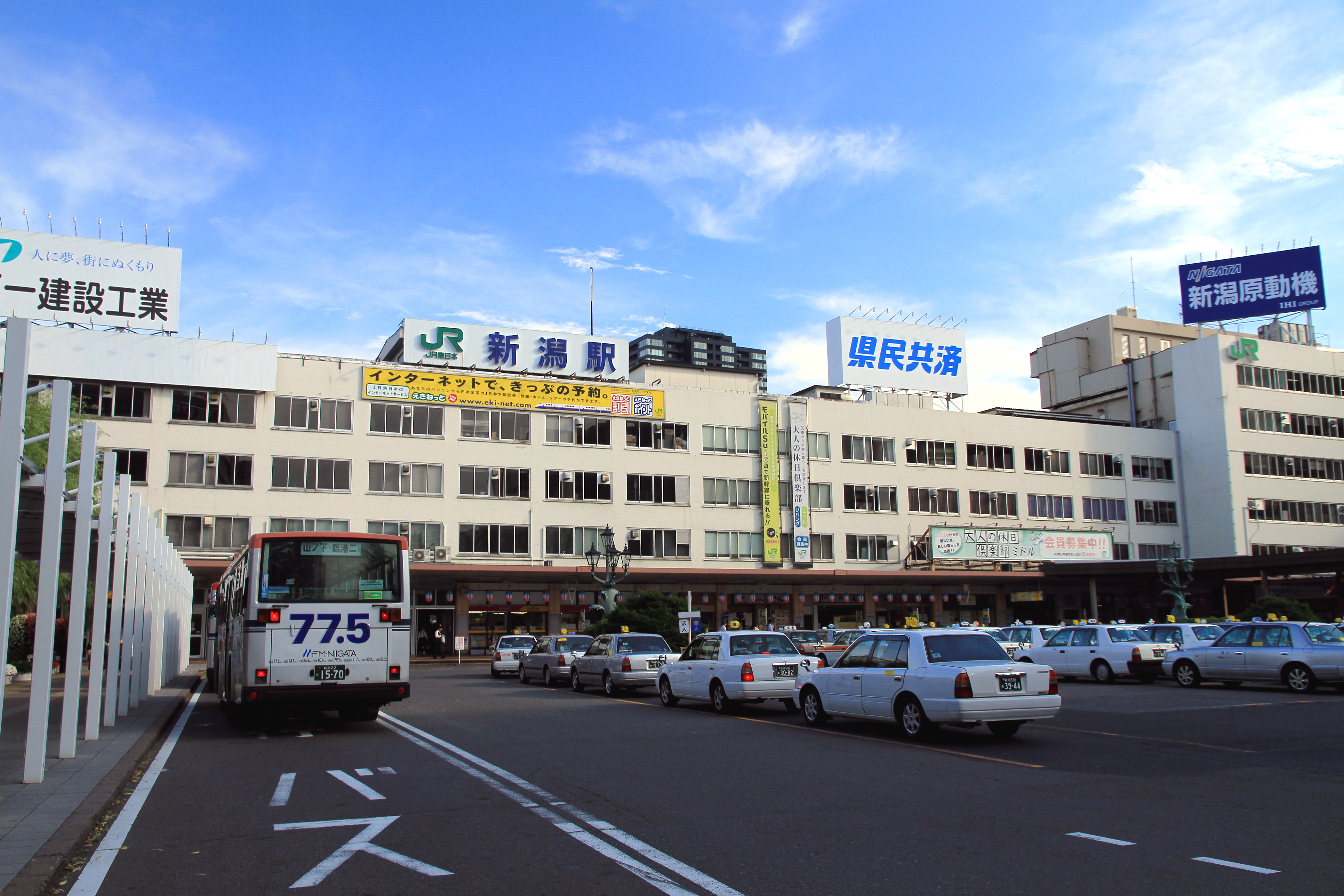
旧新潟駅

中央区の中心駅は、新潟駅である。2020年代後半現在駅前広場等の整備が進められている。また、白山駅は新潟交通バス萬代橋ラインとの接続駅となっている。
 東日本旅客鉄道（JR東日本）
- 上越新幹線：- 新潟駅
- ■信越本線：- 新潟駅 - （上沼垂信号場）　※沿線に駅なし
- ■白新線：- 新潟駅 - （上沼垂信号場）　※沿線に駅なし
- ■越後線：- 新潟駅 - 上所駅 - 白山駅 - 関屋駅

かつて区西部には新潟交通電車線が通っていたが、1999年に廃止された。
- 東関屋駅 - 白山前駅

### バス

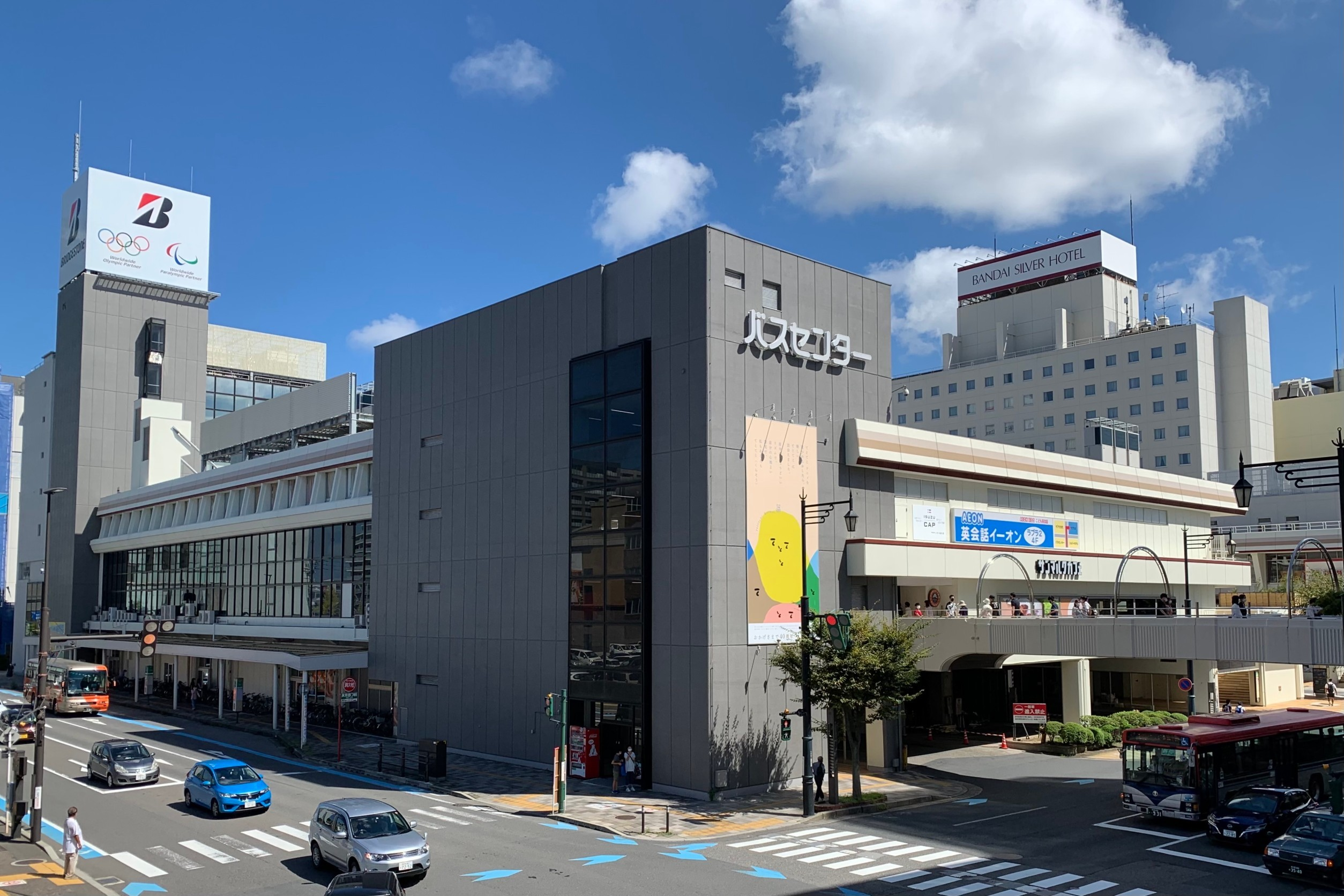
万代シテイバスセンター

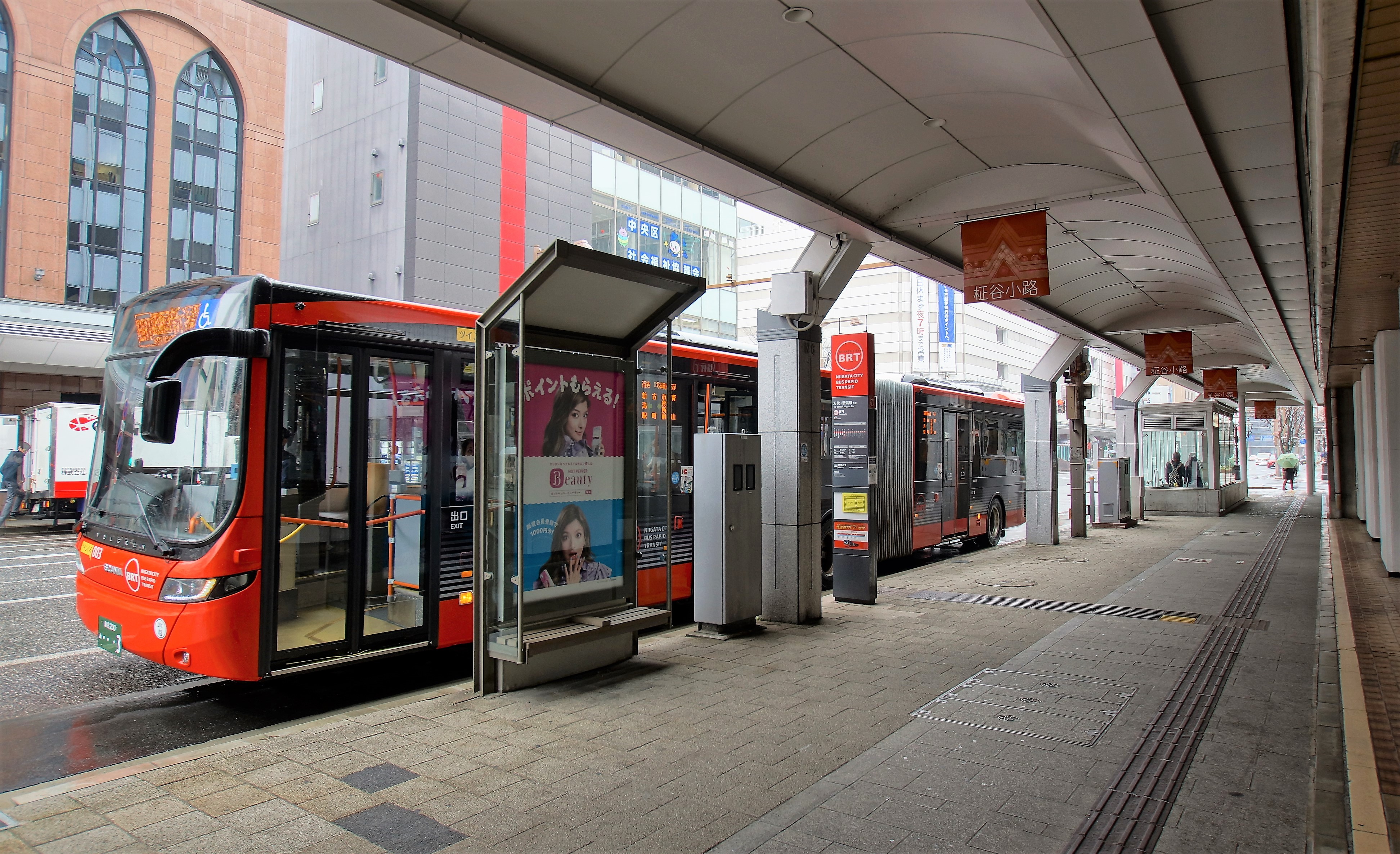
古町に停車する萬代橋ライン

萬代橋ライン路線図

#### 路線バス
- 路線バス情報 路線図・主要バスのりば案内図
- 「観光循環バスについて（新潟市）」

区内の一般路線バスは全て新潟交通グループが運行しており、同社の他、地域子会社の新潟交通観光バスも一部路線を運行している。新潟島北東部の入船町四丁目には入船営業所が、万代シテイ北側の八千代一丁目には新潟東部営業所の万代検車場がある。
新潟市中心部から市内外各方面に至る路線バスのほとんどが、区内の新潟駅（万代口、南口）、万代シテイ、新潟市役所前のいずれかを始終点としている。したがって、区内を経由するバス路線全てを記述すると新潟交通の運行路線を網羅することになってしまうため、ここでは市内線、および区内のみを走る路線以外は割愛する。なお、各路線の詳細は「新潟交通のバス路線一覧」を参照（下記路線番号からもリンク可能）。
【基幹バス】
- 萬代橋ライン

C（新潟市中心部）の路線
- C1 県庁線 （市役所前-県庁-新潟駅南口）　【通勤時間帯のみ本数多】
- C2 浜浦町線 （新潟駅前-古町-浜浦町-文京町で運行し信濃町から信濃町線の新潟駅前行きとしての運行または、西部営業所までの運転がある）
- C3 信濃町線 （新潟駅前-古町-新潟高校前-浜松町で運行し信濃町から一部は浜浦町線としての運行または、そのまま西部営業所までの運転がある）
- C4 東堀通線　　【本数少】
- C5 西堀通線　　【本数少】
- C6 八千代橋線　 【本数少】
- C7 柳都大橋線　【本数少】
- C8 新大病院線　【本数少】

S（南新潟方面）の路線
- S1 市民病院線 （市役所前-県庁-出来島（ここまで県庁線と同じ）-女池インター前-鳥屋野潟公園-東京学館前-市民病院）　【本数少】
- S3 水島町線 （新潟駅前-水島町-ユニゾンプラザ-県庁東-県庁前-美咲合同庁舎、一部は西部営業所まで）　【通勤時間のみ本数多】
- S4 上所線 （新潟駅前-万代病院-南高校-ユニゾンプラザ（ここまでの区間便あり）-平成通り-女池愛宕）　【本数少】
- S5 女池線 （市役所前-鳥屋野十字路-女池桜木町-江南高校-女池愛宕、鳥屋野十字路から新潟駅南口に行くものや新潟駅前から出るダイレクト便あり）　【通学時間帯のみ本数多、また週末は激減】
- S7 スポーツ公園線　【本数少】

その他路線
- 新潟市観光循環バス
- ［みなと］ みなと循環線
- 佐渡汽船線

#### コミュニティバス
- 中央区住民バス しも町循環バス「にこにこ号」

#### 都市間バス
高速バス
- 「高速乗合バス（新潟交通）」

新潟市を発着する高速バスの大半が区内発着となる。県内線のときライナーは新潟駅万代口を発着点とし、区内にいくつかの停留所を設けている。新潟交通関連の県外線については万代シテイバスセンターが発着点となり、旧ツアーバス系は新潟駅南口等様々である。詳細はときライナーおよび新潟交通のバス路線一覧#県外線を参照。

### 道路

#### 高速道路
区内に高速道路は走っていない。最寄のICは江南区との区境にある磐越自動車道の新潟中央ICもしくは新潟亀田IC。
新潟バイパスからは西区の北陸自動車道新潟西ICへ直接入ることが出来る。

#### 国道
本町通七番町の本町交差点に新潟市の道路元標がある（以下の※が付いている道路は道路元標が起点または終点）。
| - ※国道7号 - ※国道8号 - ※国道17号 - 国道49号 | - ※国道113号 - ※国道116号 - ※国道289号 - 国道345号 | - ※国道350号 - ※国道402号 - 国道403号 - 国道459号 |  |

#### 県道
| 主要地方道 - 新潟県道1号新潟小須戸三条線 - 新潟県道3号新潟新発田村上線 - 新潟県道4号新潟港横越線※ - 新潟県道5号新潟新津線 - 新潟県道16号新潟亀田内野線 - 新潟県道33号新潟停車場線 - 新潟県道51号新潟黒埼インター笹口線 | その他の県道 - 新潟県道139号関屋停車場線 - 新潟県道164号白山停車場女池線 - 新潟県道290号曽野木一日市線 - 新潟県道464号新潟港沼垂線 - 新潟県道565号郷土資料館線 |

※県道4号の起点は中央区内であるが終点へは直通はしておらず、実質的な起点は東区臨港町二丁目。

#### バイパス等
- 栗ノ木バイパス - 国道7号（国道8号・国道17号・国道49号・国道403号・国道459号重複）・新潟県道464号　（現在高架化事業化のために改良中）
- 新潟バイパス - 国道7号(紫竹山IC以東)、国道8号（紫竹山IC以西、国道17号重複）
  - 紫竹山IC - 弁天IC（ハーフIC） - 桜木IC - 女池IC
- 亀田バイパス - 国道49号（国道403号、国道459号重複）
  - 紫竹山IC - 姥ヶ山IC
- 東港線 - 国道113号（新潟県道464号重複）
- 明石通 - 国道7号（国道8号・国道17号重複）

### 航路

#### フェリー
水上バス
信濃川ウォーターシャトルにより定期運航されている水上バス乗船場のうち、中央区には計4箇所の乗船場がある（みなとぴあ〜県庁前間）。
- 定期航路
  - みなとぴあ - 朱鷺メッセ - 萬代橋西詰 - 県庁前 - ふるさと村

## 観光

### 文化財

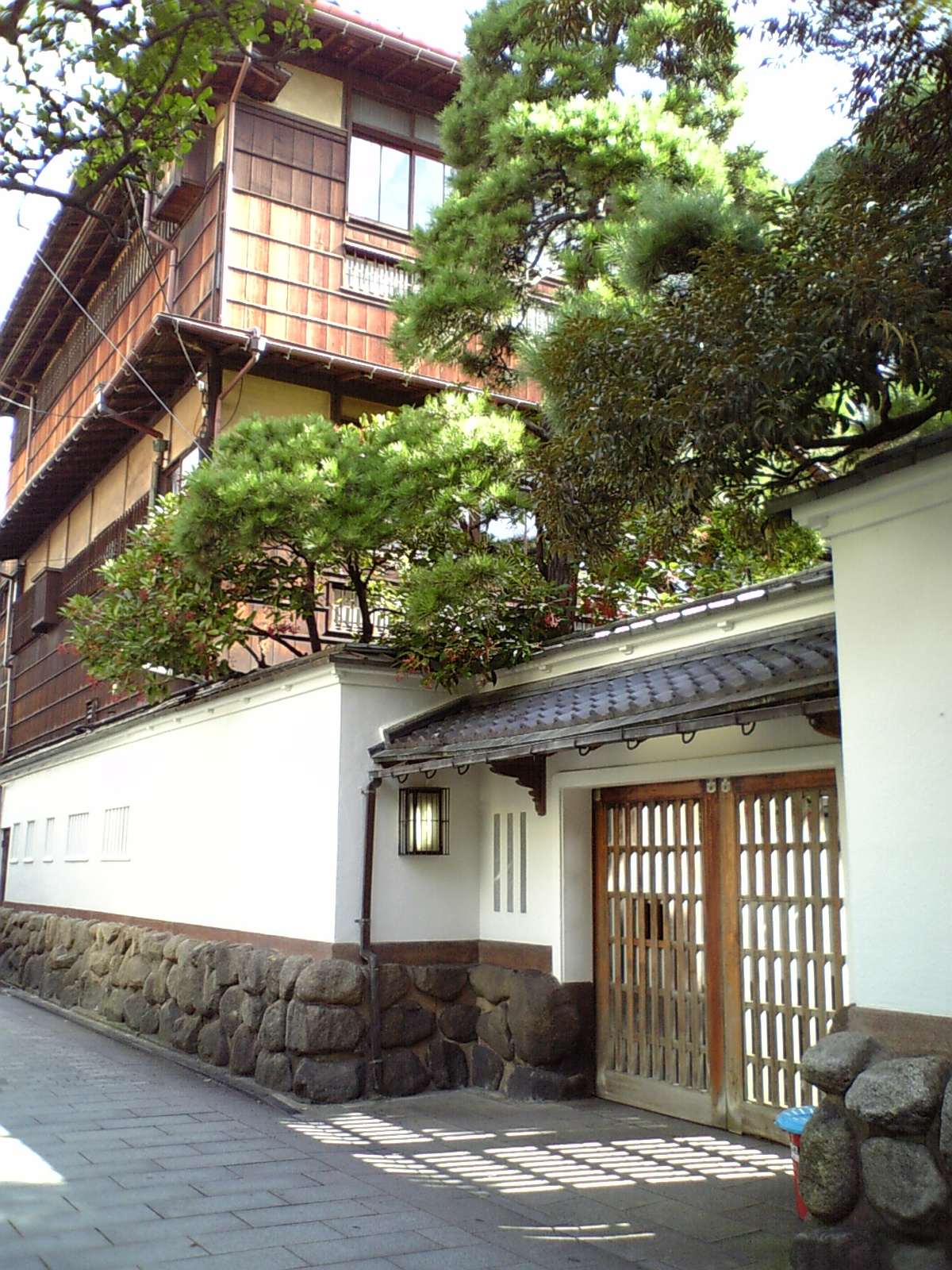
古町花街の料亭「鍋茶屋」

建築物
- 行形亭 - 登録有形文化財
- 鍋茶屋 - 登録有形文化財
- 大橋屋 - 登録有形文化財
- 木揚場教会 - 登録有形文化財
- 瓢亭（旧花岡家住宅） - 登録有形文化財[7]
- 旧割烹有明 - 登録有形文化財[8]
- 旧片桐家住宅 - 登録有形文化財[9]

### 名所・旧跡

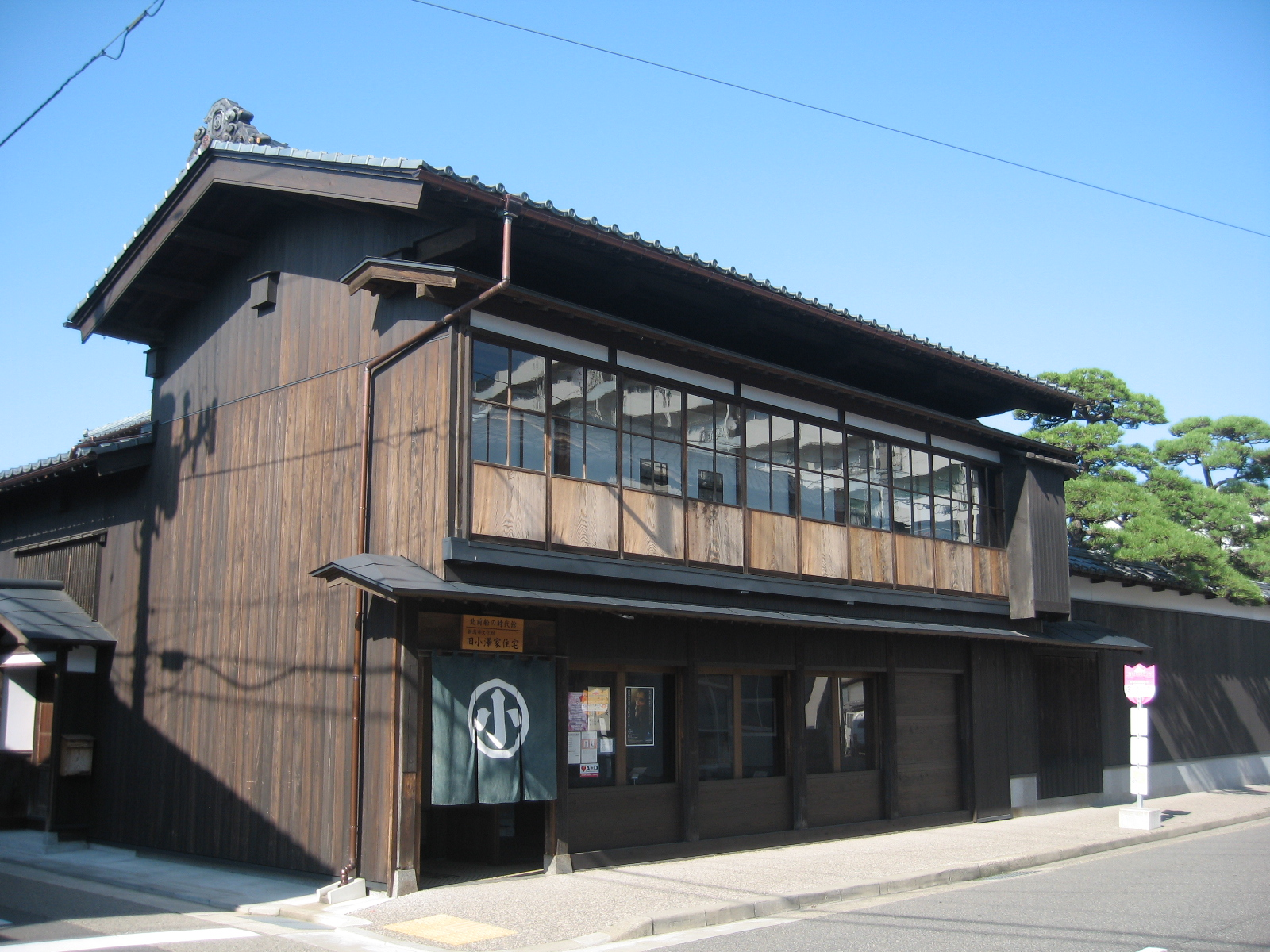
旧小澤家住宅

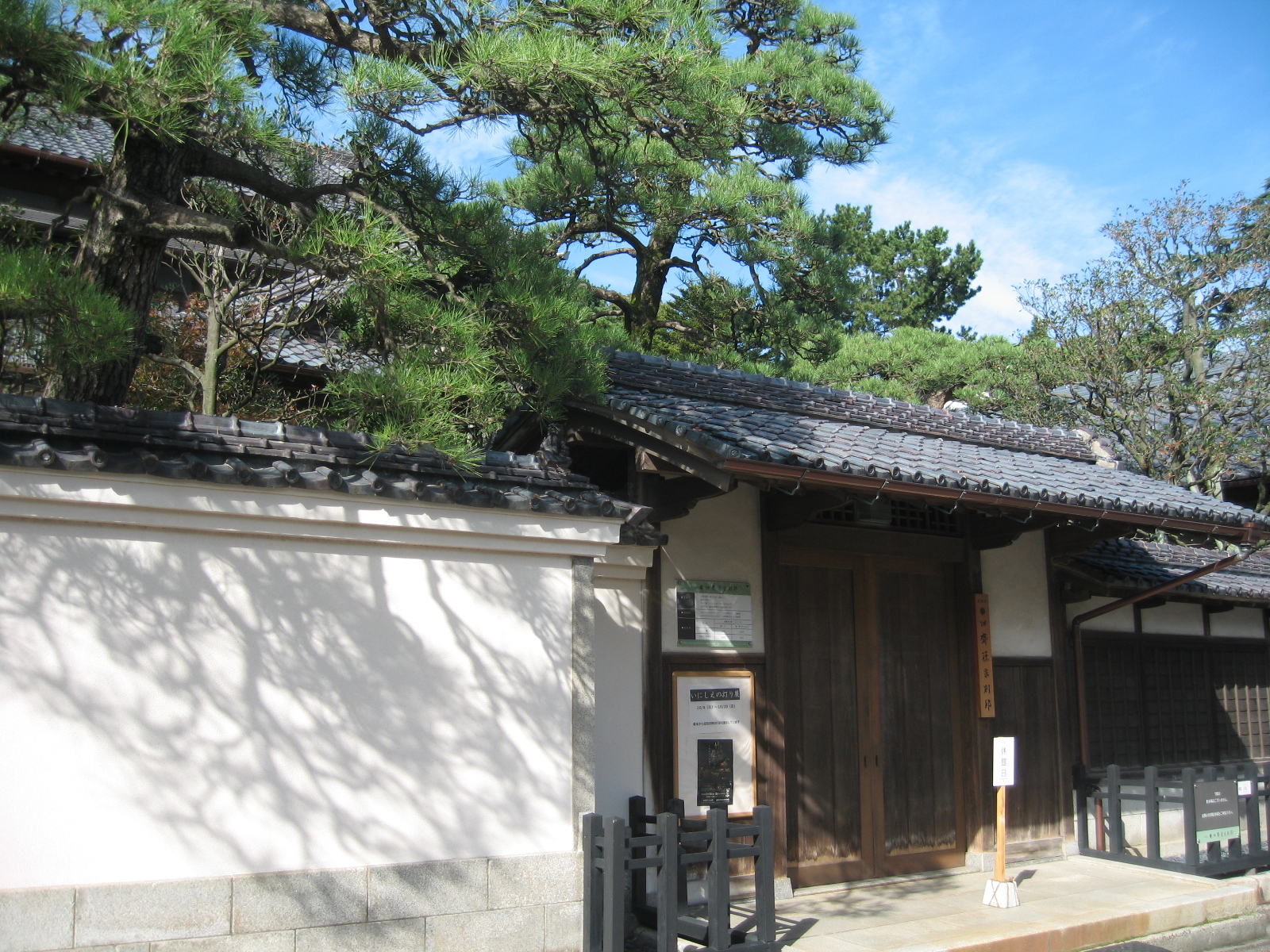
旧齋藤家別邸

主な城郭
- 蒲原津城
- 新潟城
- 沼垂城

主な寺院
- 光林寺

主な神社
- 新潟縣護國神社
- 白山神社
- 古町愛宕神社

主な史跡
- 旧小澤家住宅
- 旧齋藤家別邸 - 名勝[10]

### 観光スポット
- 萬代橋・やすらぎ堤・万代テラス
- マリンピア日本海

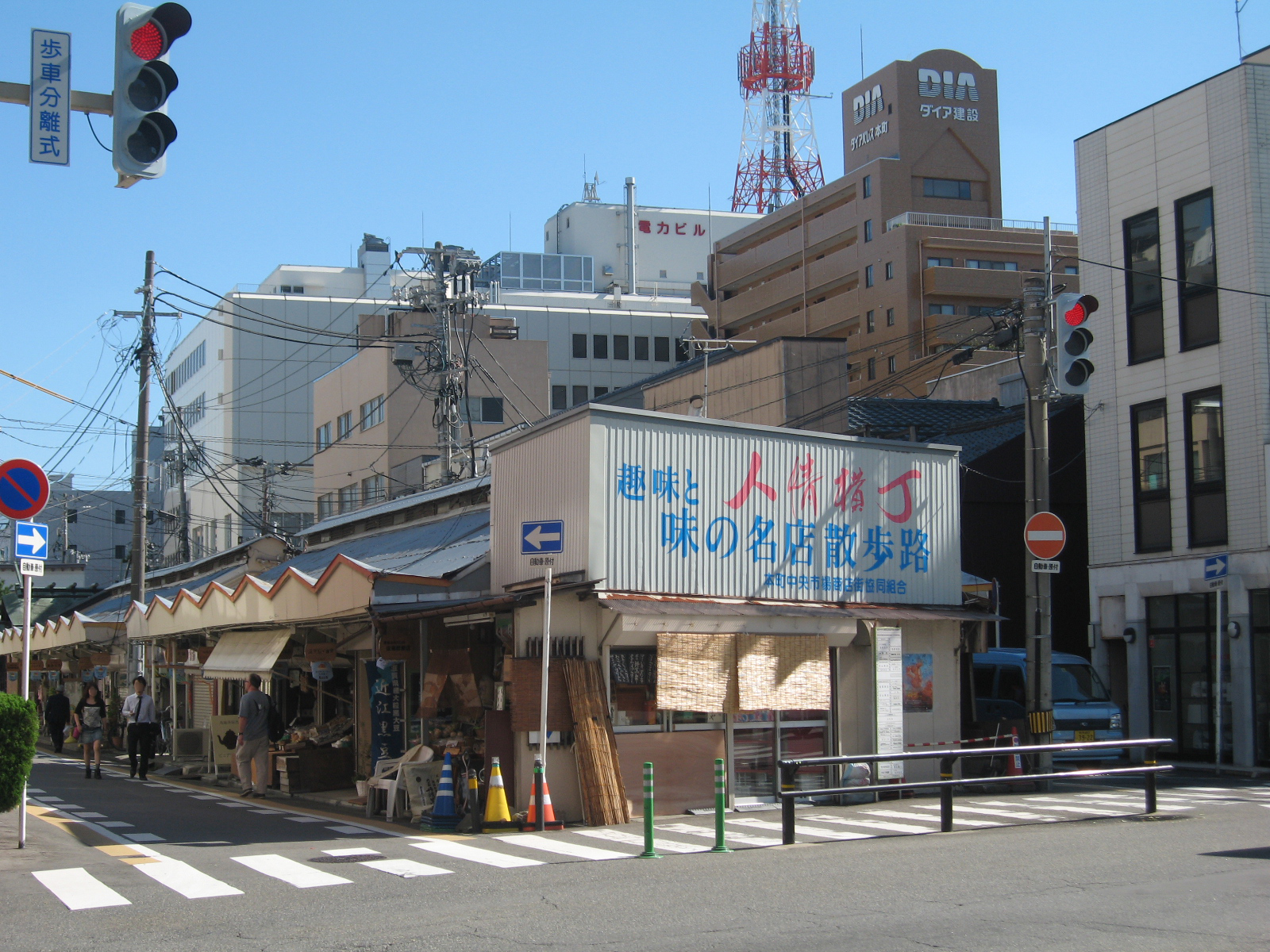
人情横丁

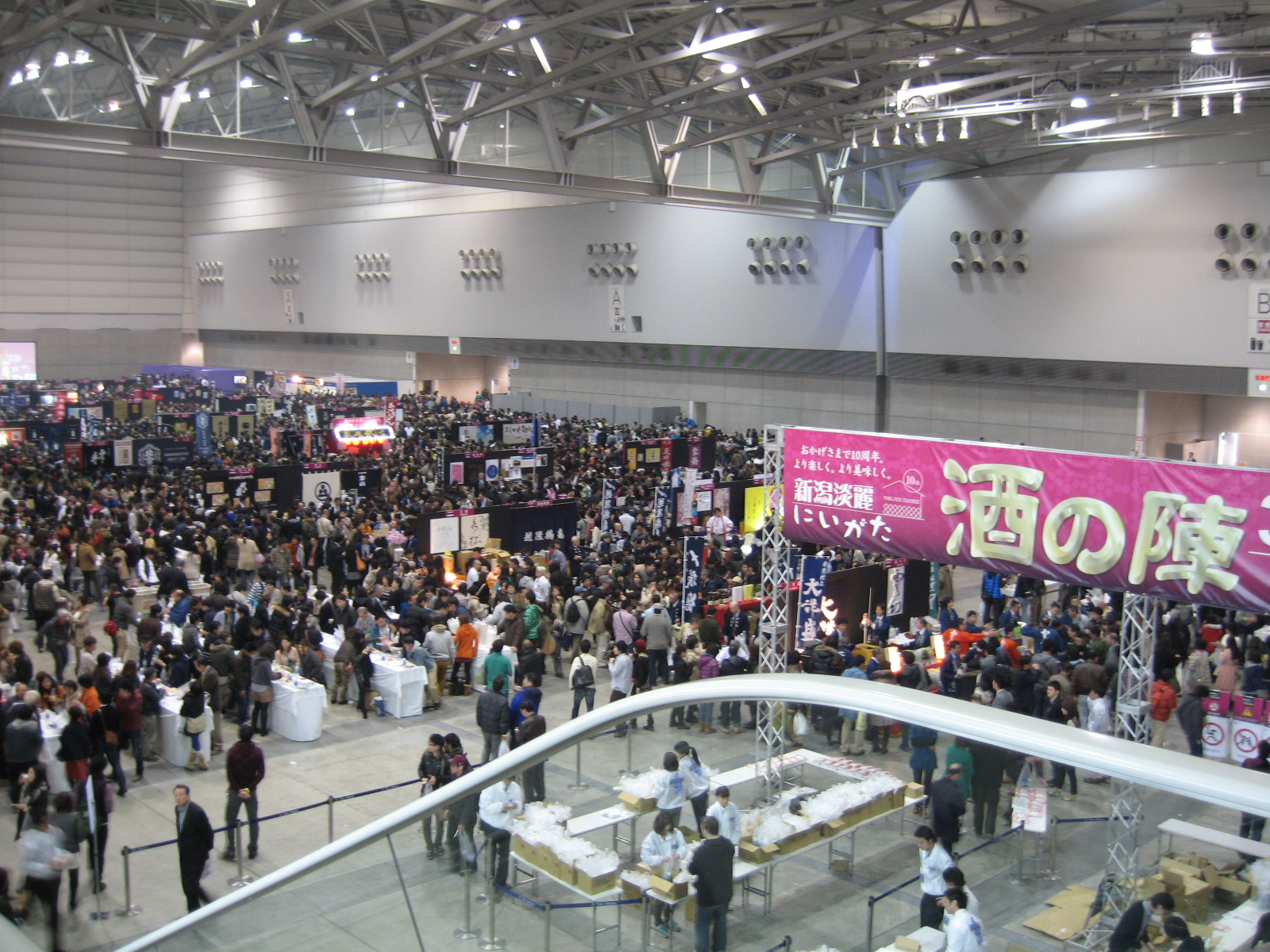
にいがた酒の陣

- 新潟日報メディアシップ - 無料の展望室がある。
- みなとオアシス新潟[11]
  - ピアBandai
  - 朱鷺メッセ
- 鳥屋野潟
  - いくとぴあ食花
- 人情横丁・上古町商店街
- 沼垂テラス
- 今代司酒造
- 新潟市マンガ・アニメ情報館
- 新潟市マンガの家
- どっぺり坂

文化・芸術施設
- 新潟市民芸術文化会館（りゅーとぴあ）
- 新潟県民会館
- 新潟市美術館
- 新潟県立万代島美術館（朱鷺メッセ内）
- 敦井美術館
- 知足美術館
- 北方文化博物館新潟分館
- 新潟市歴史博物館（みなとぴあ）
- 新潟県政記念館（新潟県議会旧議事堂）
- 新津記念館
- 砂丘館
- 安吾 風の館（旧市長公舎）
- 會津八一記念館
- 篠田桃紅作品館
- 金井文化財館

公園
- 水戸教公園
- 西大畑公園
- 白山公園
- 信濃川やすらぎ堤緑地
- 西海岸公園
- 鳥屋野交通公園
- 天寿園
- 関分記念公園
- 鳥屋野潟公園
- 新潟県スポーツ公園
- 戊辰公園
- 金鉢山公園

海水浴場
- 日和山浜海水浴場（西海岸）
- 寄居浜
- 関屋浜海水浴場

## 文化・名物

### 祭事・催事

#### 祭事
- 新潟まつり
- 沼垂まつり
- 蒲原まつり
- 明和義人祭
- にいがた総おどり

### 催事
音楽関係
- NIIGATA JAZZ FESTIVAL
- 新潟JAZZストリート

その他
- 古町どんどん
- NIIGATA光のページェント

文化関係
- 安吾賞
- にいがたマンガ大賞
- ガタケット
- コミティアin新潟
- がたふぇす（にいがたアニメ・マンガフェスティバル）

食文化関係
- にいがた食の陣
- にいがた酒の陣
- 新潟クラフトビールの陣

### 芸能
- 古町芸妓

### 組織・団体
- 日本精神科診断学会

### 区内の地図
- 各種街歩き・観光マップ（新潟市）
- Walking Map of Nuttari District Niigata City（新潟観光コンベンション協会）[リンク切れ]